# Opération Source de paix
- Territoire contrôlé par la Turquie et l'Armée nationale syrienne
- Territoire contrôlé par les Forces démocratiques syriennes
- Territoire contrôlé par le gouvernement syrien et ses alliés
- Territoire contrôlé conjointement par le gouvernement syrien et les Forces démocratiques syriennes

Guerre civile syrienne
Batailles
L'opération Source de paix (turc : Barış Pınarı Harekâtı, arabe : عملية نبع السلام) a lieu entre le 9 et le 22 octobre 2019, lors de la guerre civile syrienne. Faisant suite aux opérations Bouclier de l'Euphrate de 2016-2017 et Rameau d'olivier de 2018, elle est lancée dans le Nord de la Syrie par l'armée turque et les rebelles de l'Armée nationale syrienne contre les Forces démocratiques syriennes.
L'opération est lancée après une longue période de tensions entre la Turquie et les États-Unis — pourtant alliés au sein de l'OTAN — en raison du soutien accordé par Washington aux Forces démocratiques syriennes (FDS), une coalition de groupes armés formée pour lutter contre l'État islamique, mais dominée par les Kurdes des YPG, la branche armée du Parti de l'union démocratique (PYD), lui-même lié au Parti des travailleurs du Kurdistan (PKK). Entre janvier et mars 2018, les Turcs peuvent envahir la région d'Afrine en raison de son isolement, mais se heurtent ensuite à la présence des troupes américaines déployées dans les autres régions contrôlées par les FDS dans le nord-est de la Syrie.
Dès mars 2018, le président américain Donald Trump, estimant la victoire contre l'État islamique acquise, annonce son intention de retirer les troupes américaines de Syrie tandis que le président turc Recep Tayyip Erdoğan affiche son intention de mener d'autres offensives contre les FDS. En juin 2018, Washington et Ankara concluent un accord à propos de la région de Manbij, puis s'entendent en août 2019 pour créer une « zone de sécurité » le long de la frontière turque. Mais le 6 octobre, après un entretien téléphonique entre Trump et Erdoğan, la présidence américaine annonce qu'elle retire ses troupes de la frontière. Le 7 octobre, les bases de Tall Abyad et Ras al-Aïn sont évacuées par les troupes américaines qui les occupaient. Le 9 octobre, la Turquie déclenche l'offensive dans ce secteur et affiche son objectif de prendre le contrôle de tout le territoire tenu par les FDS à sa frontière, sur une longueur de 440 kilomètres et une profondeur de 30 kilomètres, afin de créer une « zone de sécurité » où elle pourrait contenir les YPG et installer des réfugiés syriens vivant en Turquie. L'offensive turque est largement condamnée ou désapprouvée par la communauté internationale, tandis que la décision du président Trump de retirer les troupes américaines de Syrie et d'abandonner les FDS, prise contre l'avis de son administration, est très majoritairement critiquée par l'ensemble de la classe politique américaine.
L'armée turque et les rebelles de l'Armée nationale syrienne concentrent leur offensive sur Tall Abyad et Ras al-Aïn. La première ville est prise le 13 octobre et la seconde le 20 octobre. Toutes les localités situées entre ces deux villes étant également conquises, l'armée turque prend le contrôle d'un territoire long de 120 kilomètres et profond de 30 kilomètres.
Le 13 octobre, les États-Unis annoncent le retrait total de leurs troupes de la frontière turque et les autorités kurdes, le même jour, concluent un accord avec le régime syrien de Bachar el-Assad pour obtenir un déploiement de troupes de l'armée syrienne sur la frontière. Les soldats américains se retirent de toutes leurs bases dans le gouvernorat d'Alep et le gouvernorat de Raqqa. Leur retrait est suivi de l'entrée de troupes loyalistes syriennes et russes à Manbij, Kobané, Tabqa, Aïn Issa et Tall Tamer. Aucun affrontement direct n'a alors lieu entre l'armée turque et l'armée syrienne. Les Américains maintiennent toutefois leur présence dans les régions pétrolifères du gouvernorat de Deir ez-Zor et sur la frontière irakienne jusqu'à al-Tanf au sud.
Le 17 octobre, une trêve de cinq jours est établie après des négociations entre la Turquie et les États-Unis. Puis le 22 octobre, un accord est conclu à Sotchi entre la Turquie et la Russie. Il laisse à Ankara le contrôle des zones conquises à Tall Abyad et Ras al-Aïn et prévoit le retrait des combattants kurdes des YPG à 30 kilomètres au-delà de toute la frontière turque. Les FDS achèvent leur retrait le 29 octobre et le 1er novembre 2019 les patrouilles russo-turques débutent près de la frontière.

## Prélude

### Premières crises à Afrine et Manbij en 2018

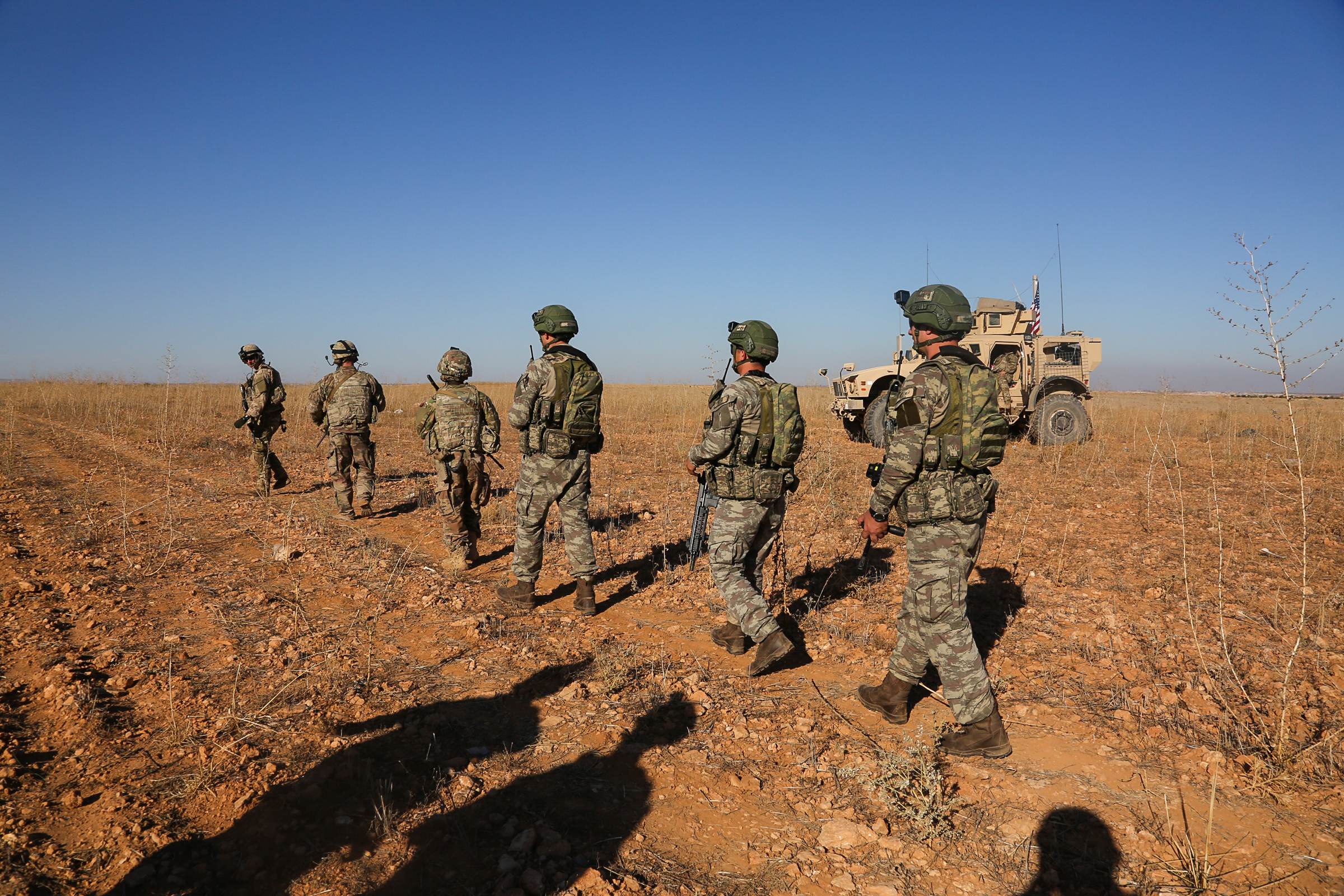
Patrouille de militaires américains et turcs à Manbij, le 1 novembre 2018.

Le 14 janvier 2018, la coalition internationale menée par les États-Unis annonce son intention de créer avec les Forces démocratiques syriennes (FDS) — dominées par les Kurdes des YPG — une « Force de sécurité aux frontières » constituée de 30 000 hommes dans le Nord de la Syrie. L'annonce provoque la fureur d'Ankara qui décide de déclencher l'offensive préparée depuis des mois contre les FDS,. Le 20 janvier, l'armée turque et l'Armée syrienne libre attaquent la ville d'Afrine, au nord-ouest de la Syrie. La Russie retire ses troupes de la région et donne son accord à l'offensive turque,,. Les tensions s'accroissent alors entre les États-Unis, alliés des FDS, et la Turquie qui annonce son intention de chasser les YPG de toute sa frontière, d'Afrine jusqu'à l'Irak,. Les YPG demandent alors l'aide du régime syrien, mais celui-ci ne dépêche que quelques centaines de miliciens le 20 février,. La progression des Turcs et de l'ASL est initialement lente et difficile, mais les défenses kurdes finissent par craquer début mars,. Le 18 mars, les Turcs et les rebelles syriens prennent sans combattre la ville d'Afrine, abandonnée par une large partie de sa population et par les combattants kurdes. La Turquie consolide alors son emprise sur le nord-ouest de la Syrie. Le gouvernement turc annonce ensuite son intention de poursuivre l'offensive et de prendre toutes les villes tenues par les FDS près de sa frontière, à commencer par la ville de Manbij. Les Turcs se heurtent cette fois à l'opposition des États-Unis, qui refusent de retirer leurs forces présentes dans la région aux côtés des FDS, et dont les soldats affichent ostensiblement leur présence afin d'empêcher une nouvelle offensive turque. Cependant, le président américain Donald Trump annonce pour la première fois le 29 mars et le 3 avril son intention de retirer prochainement les troupes américaines de Syrie. Le 4 juin, la Turquie et les États-Unis annoncent avoir trouvé un accord pour régler la situation à Manbij. Celui-ci prévoit notamment la mise en place de patrouilles américano-turques et le retrait total des combattants des YPG,. La région demeure aux mains du Conseil militaire de Manbij, affilié comme les YPG aux Forces démocratiques syriennes. Le 1er novembre, les premières patrouilles conjointes américano-turques débutent à Manbij.

### Tensions dans le nord de la Syrie à la fin de l'année 2018
Le 28 octobre 2018, l'artillerie turque bombarde des positions des YPG sur une colline du village de Zur Maghar, à l'ouest de Kobané. Le 31 octobre, quatre combattants kurdes sont tués dans la même région par des roquettes tirées par l'armée turque selon TRT. Le 30 octobre, le président turc Recep Tayyip Erdoğan menace alors de lancer une offensive contre les YPG à l'est de l'Euphrate : « Nous allons détruire la structure terroriste à l’est de l’Euphrate. Nous avons terminé nos préparatifs, nos plans et nos programmes à ce sujet. [...] Nous avons commencé il y a quelques jours notre intervention contre cette organisation terroriste. [...] Bientôt, il y aura des opérations plus efficaces et de plus grande ampleur ». Les contacts entre les États-Unis et la Turquie aboutissent cependant à une désescalade,.
Le 21 novembre, James Mattis, le secrétaire à la Défense des États-Unis, annonce que l'armée américaine va surveiller la frontière nord de la Syrie pour éviter d'autres incidents, avec notamment l'installation de tours d'observation. Il affirme que cette décision a été prise « en coopération étroite avec la Turquie ». Cependant, la décision américaine est critiquée par cette dernière. Le 24 novembre, le ministre turc de la Défense Hulusi Akar déclare : « Je suis d'avis que ces mesures vont compliquer davantage une situation déjà très compliquée. [...] Nous avons fait part de notre malaise à nos homologues américains à plusieurs reprises ». De plus, les YPG avaient annoncé en juin le départ de Manbij de leurs derniers conseillers militaires, mais la Turquie conteste ces déclarations : elle affirme le 23 novembre que des combattants des YPG sont toujours présents à Manbij et le ministre turc des Affaires étrangères Mevlüt Çavuşoğlu réclame leur retrait avant la fin de l'année. Le 7 décembre, la Turquie demande aux États-Unis de renoncer à leurs postes d'observation. Mais le 11 décembre, un porte-parole du Pentagone annonce que les postes d'observation ont été installés.

### Première annonce de retrait américain en décembre 2018
Le 12 décembre 2018, le président turc Recep Tayyip Erdoğan annonce une offensive imminente contre les forces kurdes : « Nous disons que notre opération pour sauver l'est de l'Euphrate de l'organisation terroriste séparatiste va commencer dans les prochains jours »,. Il affirme également ne pas vouloir s'en prendre aux forces américaines mais condamne une nouvelle fois l'installation des postes d'observation,. Un porte-parole du Pentagone réagit cependant en déclarant qu'une opération unilatérale turque dans une zone où des forces américaines sont présentes serait « inacceptable ». Mais Erdoğan réaffirme à plusieurs reprises sa volonté de passer à l'offensive, aussi bien à Manbij qu'à l'est de l'Euphrate,,,,.
Le 14 décembre, Donald Trump et Recep Tayyip Erdoğan s'entretiennent par téléphone,,,,.
Le 17 décembre, le président turc affirme que les États-Unis ont donné leur feu vert à une opération : « Nous pouvons enclencher nos opérations en Syrie à n'importe quel moment à partir des territoires qui correspondront à nos projets. [...] Nous avons officiellement annoncé que nous allions lancer une opération militaire à l'est de l'Euphrate [...], nous en avons discuté avec monsieur Trump et il a donné une réponse positive ». Ces déclarations ne sont cependant pas confirmées par Washington.
Mais le 19 décembre, le président américain Donald Trump déclare sur Twitter : « Nous avons vaincu l’Etat islamique en Syrie, ma seule raison d’y être pendant la présidence Trump »,,. Des sources américaines affirment alors à plusieurs médias que le président aurait ordonné dans la matinée le départ des troupes américaines de Syrie dans les 60 à 100 jours,. L'annonce du président américain provoque une véritable onde de choc et prend de court l'état-major américain, le Congrès et une grande partie du Parti républicain, qui défendaient une ligne diamétralement opposée,,,,.
Au cours des mois précédents, James Mattis, secrétaire à la Défense, John Bolton, conseiller de la Sécurité nationale, Mike Pompeo, ministre des Affaires étrangères, James Jeffrey, représentant américain sur la question syrienne, et Brett McGurk, l'envoyé spécial des États-Unis auprès de la coalition internationale, s'étaient tous prononcés publiquement en faveur au maintien des troupes américaines en Syrie,,. Cette annonce survient également alors qu'une offensive est toujours en cours contre l'État islamique dans la poche de Hajine,. Le Pentagone déclare le même jour que « la campagne contre l’EI n’est pas terminée » et selon le New York Times plusieurs de ses responsables tentent de convaincre le président Trump de revenir sur sa décision. Mais contrairement à avril, ce dernier ne fait cette fois pas machine arrière,,.
Le 20 décembre, opposé à la décision de Donald Trump, le secrétaire à la Défense James Mattis démissionne et déclare notamment dans sa lettre au président qu'il « faut traiter les alliés avec respect » et qu'il faut être « sans ambiguïté dans notre approche envers les pays dont les intérêts stratégiques sont de plus en plus opposés aux nôtres » en faisant notamment référence à la Russie,. Le 22 décembre, Brett McGurk, l'envoyé spécial des États-Unis auprès de la coalition internationale, démissionne à son tour.
La décision du retrait est prise sans concertation avec les autres pays de la coalition internationale. La France, le Royaume-Uni et l'Allemagne réagissent défavorablement et rappellent que l'État islamique n'est pas encore vaincu,,,,. Le président français Emmanuel Macron déclare notamment le 23 décembre : « Un allié se doit d’être fiable, se coordonner avec ses autres alliés ». L'annonce du retrait américain est en revanche saluée par le président russe Vladimir Poutine qui déclare le 20 décembre estimer cette décision « juste »,. Erdoğan salue également la décision de Trump mais « avec une certaine prudence » et promet « d'éliminer les YPG et les résidus de Daech ». Il décide alors de surseoir à l'offensive, alors que Trump promet que le retrait sera « lent et extrêmement coordonné » avec la Turquie,. L'Iran réagit pour sa part via le porte-parole de son ministère des Affaires étrangères, qui affirme que « la présence de forces américaines était dès le départ, dans son principe, une erreur et une décision illogique, et la première cause d'instabilité et d'insécurité dans la région ».
Avec le retrait des Américains, les Kurdes se retrouvent alors en situation vulnérable face à la Turquie,,,,,,. Ils en appellent alors à la France, mais cette dernière avec seulement 200 hommes présents en Syrie, ne dispose pas de forces suffisantes pour faire pression sur Ankara,,,,,,. Le ministre turc des Affaires étrangères Mevlüt Çavuşoğlu avertit également Paris que si les soldats français « restent pour contribuer à l'avenir de la Syrie, alors merci. Mais s'ils restent pour protéger les YPG, cela ne sera bénéfique pour personne »,.
Le 28 décembre, les YPG demandent alors l'aide du régime syrien et invitent l'armée syrienne à se déployer à Manbij,. Le même jour, cette dernière annonce son entrée dans la poche de Manbij,. Ce déploiement est salué par la Russie, mais la Turquie proteste,,,. Cependant les troupes américaines sont alors toujours présentes à Manbij,,,. Environ 300 soldats et miliciens loyalistes se déploient sur la ligne de démarcation au nord et à l'ouest, mais ils n'entrent pas à l'intérieur de la ville,,,. Le 2 janvier 2019, l'armée syrienne annonce le départ de 400 combattants kurdes de Manbij pour l'est de l'Euphrate, cependant pour l'OSDH ces derniers n'appartiennent pas aux YPG mais à des groupes alliés au sein des FDS. Le 8 janvier, la police militaire russe commence à patrouiller à son tour dans la région de Manbij,.
Fin décembre 2018 et début janvier 2019, la communication du gouvernement américain sur son retrait de la Syrie devient chaotique et contradictoire,,. Le président Donald Trump refuse de donner un calendrier et semble s'orienter vers un désengagement moins rapide qu'initialement prévu,,,,,,. Les États-Unis demandent également par les voix de John Bolton et Mike Pompeo des garanties à la Turquie pour la sécurité des combattants kurdes,,,,,,,,,,. Irrité, Recep Tayyip Erdoğan refuse le 8 janvier de recevoir la délégation américaine conduite par Bolton, venue à Ankara discuter des modalités du retrait américain de Syrie,,,. Le 10 janvier, le ministre turc des Affaires étrangères avertit que la Turquie passera à l'offensive si le retrait américain est retardé « avec des excuses ridicules ». Le 13 janvier, Donald Trump menace sur Twitter de « dévaster la Turquie économiquement si elle attaque les Kurdes », tout en demandant aux Kurdes de « ne pas provoquer la Turquie ». Le ministre turc des Affaires étrangères Mevlüt Çavuşoğlu répond aussitôt : « Nous […] ne serons intimidés par aucune menace. Les menaces économiques ne mèneront à rien ».
Le 14 janvier, les États-Unis et la Turquie commencent à discuter de la possibilité d'instaurer une « zone de sécurité » ou une « zone tampon » le long de la frontière entre la Syrie et la Turquie,,. Le 15 février, Patrick M. Shanahan, le secrétaire par intérim à la Défense des États-Unis, propose aux autres pays de la coalition internationale de maintenir une présence militaire dans le nord de la Syrie et de former une « force d’observateurs », mais cette proposition est fraîchement accueillie par les pays concernés. La Turquie exige quant à elle que la zone de sécurité soit tenue par ses troupes.
Le 31 janvier et le 4 février, le Sénat des États-Unis vote puis adopte à une très large majorité un amendement présenté par le sénateur Mitch McConnell critiquant le retrait des troupes américaines de Syrie,.
Le 14 février, les présidents Poutine, Rohani et Erdoğan se réunissent de nouveau à Sotchi. Ils saluent ensemble la décision du retrait américain. Cependant le président russe exhorte la Turquie à lancer une offensive contre Hayat Tahrir al-Cham, qui contrôle désormais presque tout le gouvernorat d'Idleb. Il encourage également Ankara à renouer avec Damas en rétablissant le traité de sécurité de 1998 et à accepter le déploiement de l'armée syrienne aux frontières tenues par les Kurdes. Mais la Turquie déclare qu'elle ne veut déployer que son armée dans la zone de sécurité du nord-est de la Syrie.
Le 17 février, le président syrien Bachar el-Assad s'exprime pour la première fois depuis l'annonce du retrait américain et déclare : « À ces groupes qui parient sur les Américains, nous leur disons ils ne vont pas vous protéger. [...] Les Américains ne vous mettront pas dans leur cœur ou dans leurs bras. Ils vous mettront dans leur poche, pour que vous soyez un outil dans leur troc [...] Si vous ne vous préparez pas à défendre votre pays et à résister, vous ne serez rien d'autre que des esclaves chez les Ottomans. Rien ne vous protègera si ce n'est votre État. Personne ne vous défendra si ce n'est l'armée arabe syrienne »,. La Russie prône également un « dialogue entre les Kurdes et Damas ». Cependant les négociations piétinent, le régime syrien refusant toute concession tandis que les États-Unis avertissent qu'ils cesseront toute assistance aux FDS si ceux-ci s'allient aux forces d'Assad,. Selon Caroline Hayek, journaliste de L'Orient-Le Jour : « les Kurdes sont confrontés au dilemme d’une guerre avec la Turquie ou d’un accord avec le régime, ce qui dans les deux cas serait probablement synonyme de la fin de l’autonomie tant espérée ».
Le 18 février, Mazloum Abdi, le chef militaire des Forces démocratiques syriennes rencontre le général américain Joseph Votel, chef de l'United States Central Command, sur une base aérienne dans le nord-est de la Syrie. Le chef des FDS demande alors à la coalition internationale de maintenir une force de 1 000 à 1 500 hommes en Syrie. Il demande également aux États-Unis de renoncer à retirer leurs troupes, mais le général Votel se déclare porteur de l'ordre donné en décembre par le président Trump sur un retrait total des forces américaines de Syrie.
Le 22 février, les États-Unis annoncent finalement qu'ils vont maintenir 400 soldats en Syrie « pour un certain temps », dont 200 au Nord aux côtés des Forces démocratiques syriennes, et 200 au Sud dans la zone d'al-Tanaf aux côtés de groupes de l'Armée syrienne libre,.
Le 26 mars 2019, les forces turques et russes commencent également à mener des « patrouilles coordonnées séparées » dans la région de Tall Rifaat, contrôlée par les YPG.

### Conclusion d'un accord sur une zone de sécurité en août 2019
Mais les discussions entre la Turquie et les États-Unis piétinent,. Ankara exige le contrôle total d'une bande de 30 à 40 kilomètres de profondeur, allant de Tall Abyad à la frontière irakienne, tandis que les Américains proposent des patrouilles conjointes sur un territoire profond de 14 kilomètres et long de 140 kilomètres,. Les Kurdes auraient quant eux accepté une zone de 5 kilomètres de large, mais la proposition aurait été rejetée par Ankara. Le 24 juillet 2019, les autorités turques déclarent « perdre patience » et affirment qu'elles lanceront une offensive dans le nord de la Syrie si aucun accord sur une zone de sécurité ne peut être conclu avec les États-Unis. Le 4 août, la veille de l'arrivée d'une délégation militaire américaine, le président turc Recep Tayyip Erdoğan annonce à nouveau une prochaine offensive dans le nord de la Syrie : « Nous sommes entrés dans Afrin, Jarabulus et Al-Bab. Nous irons ensuite à l'est de l'Euphrate. Nous avons dit cela à la Russie et à l'Amérique. Parce que tant que nous serons sujets au harcèlement, il ne nous sera pas possible de garder le silence »,. Le 5 août, le ministre turc des Affaires étrangères Mevlüt Çavuşoğlu déclare également : « Nous attendons des Etats-Unis qu'ils répondent positivement à notre appel de cesser leur coopération » avec les YPG. L'armée turque masse alors des centaines de chars à sa frontière, particulièrement à Suruç et Akçakale, qui font face aux villes syriennes de Kobané et Tall Abyad. Les rebelles de l'Armée nationale syrienne déclarent également avoir 14 000 hommes près à prendre part à l'opération aux côtés des forces turques. Les forces américaines ne comptent alors plus qu'un millier d'hommes en Syrie. Mais le 6 août, Mark Esper, le secrétaire à la Défense des États-Unis, déclare qu'une « incursion unilatérale » de la Turquie contre les combattants kurdes serait « inacceptable » : « Nous n'avons aucune intention de les abandonner. Ce que nous allons faire, c'est empêcher des incursions unilatérales qui seraient contraires aux intérêts que nous partageons en ce qui concerne le nord de la Syrie »,. Il évoque cependant des « progrès » dans les discussions et affirme que les États-Unis tentent de trouver avec les Turcs un « arrangement qui réponde à leurs inquiétudes ». Le 7 août, le ministre turc de la Défense, Hulusi Akar, déclare également que « les rencontres ont été positives et plutôt constructives ». Le même jour, le ministère turc de la Défense et l'ambassade américaine à Ankara annoncent que la Turquie et les États-Unis ont décidé d'établir un « centre d'opérations conjointes » pour coordonner la création d'une « zone de sécurité »,. L'accord est condamné le 8 août par le ministère syrien des Affaires étrangères : « La Syrie rejette catégoriquement l'accord des occupants américain et turc sur la création de ce qui est appelé zone de sécurité ».

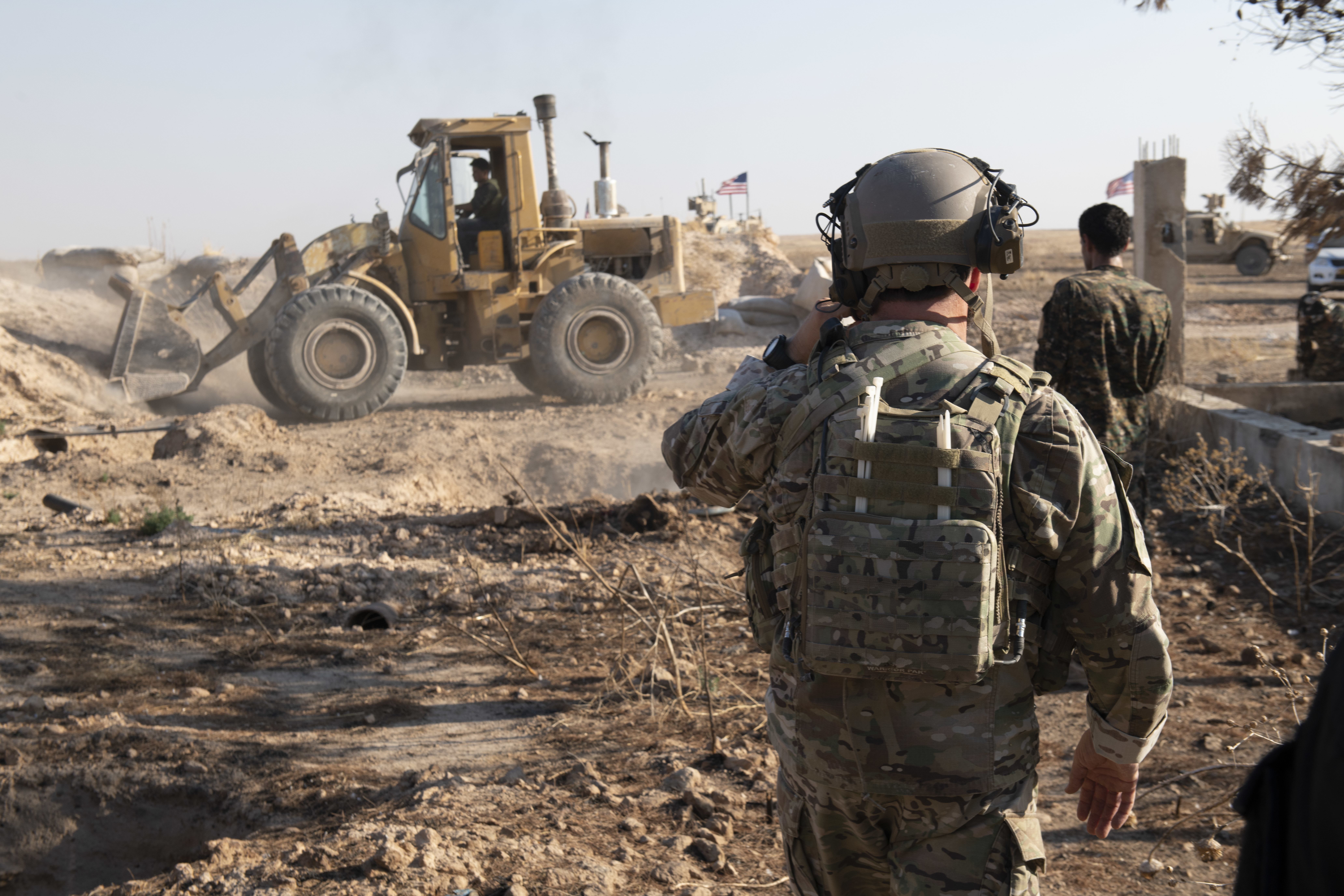
Membres des Forces démocratiques syriennes détruisant des fortifications près de la frontière turque en présence de militaires américains, le 22 août 2019.

Le 24 août, le ministre turc de la Défense Hulusi Akar déclare que le centre d'opérations conjointes turco-américain est « opérationnel ». Le même jour, les Forces démocratiques syriennes se déclarent prêtes à coopérer en vue de la « réussite » de l'établissement d'une « zone de sécurité » à la frontière turque. Le haut commandant des FDS Mazloum Abdi déclare alors : « Nous déploierons tous nos efforts pour garantir la réussite de l'accord avec l'Etat turc, et (la réussite) des efforts menés par les Etats-Unis. Les FDS joueront un rôle positif pour le succès de cette opération ». Le commandement militaire américain au Moyen-Orient (Centcom) annonce également que les FDS ont détruit certaines de leurs « fortifications militaires » à la frontière. Le 27 août, Mostafa Bali, le porte-parole des FDS, annonce que les forces kurdes et alliées ont commencé à se retirer de la frontière,. Il donne également des précisions sur l'accord américano-turc : « Des points d'observation seront mis en place, mais ils seront construits sur le sol turc. Comme nous l'avons dit, un système similaire à celui d'Idleb, avec des points d'observation turcs sur le sol syrien, est inacceptable. Tout comme la possibilité pour l’armée turque de patrouiller en toute liberté. Seules les patrouilles conjointes turco-américaines pourront se déplacer le long de la route qui longe la frontière entre la Turquie et la Syrie. Ces patrouilles turques auront la possibilité de franchir la frontière, mais pas de rester en Syrie. Elles devront à chaque fois regagner leur pays. Les armes dont nous disposons et qui pourraient constituer un danger pour la Turquie, seront retirées de cette zone frontalière. Nos combattants reculeront de 5 km ». Le 8 septembre, la première patrouille conjointe turco-américaine débute dans la « zone de sécurité ».

### Deuxième annonce de retrait américain en octobre 2019

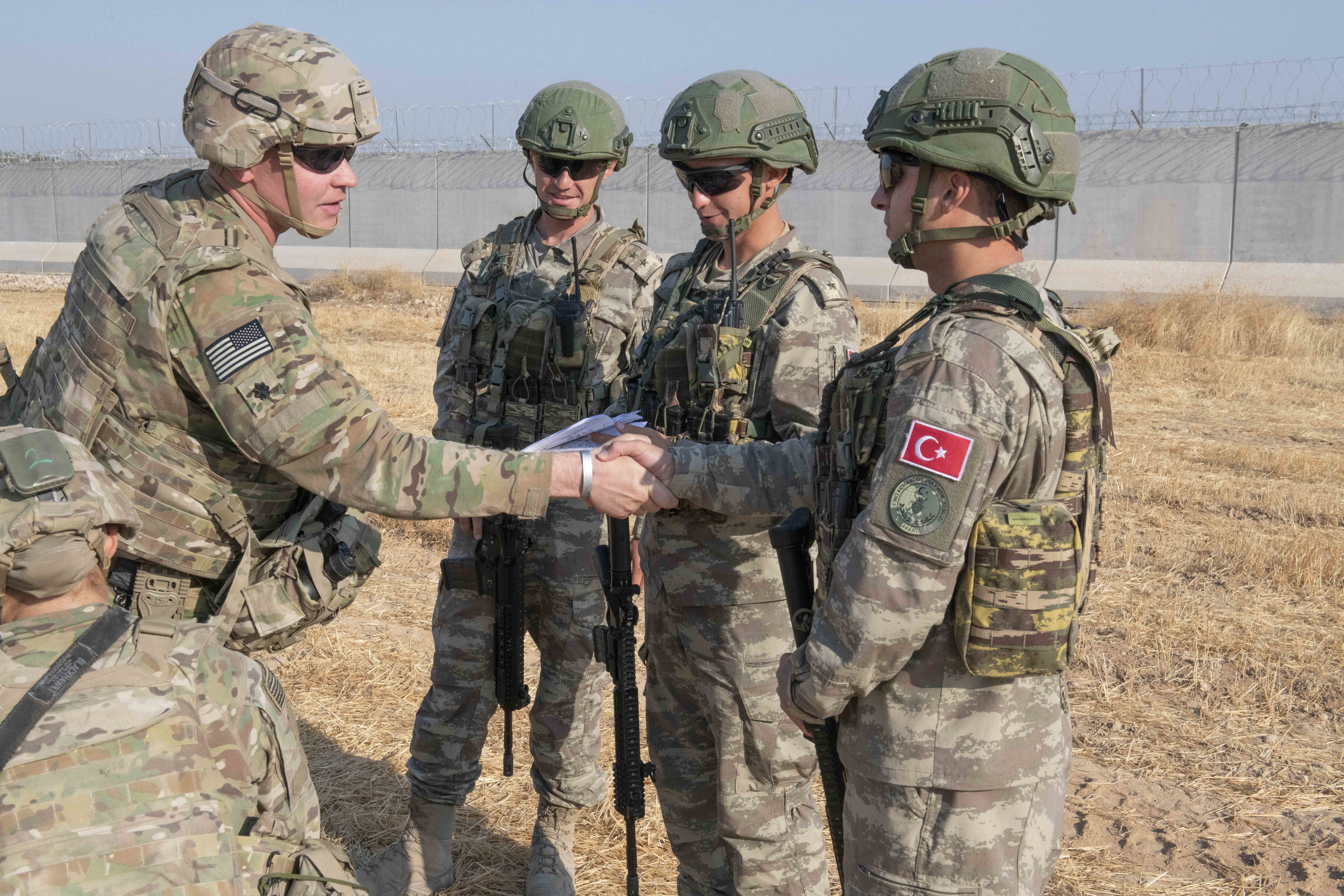
Militaires américains et turcs en patrouille dans le nord de la Syrie, le 4 octobre 2019.

Cependant la Turquie reste insatisfaite et accuse Washington de traîner des pieds,. La Turquie compte également sur son sol 3,6 millions de réfugiés syriens et courant septembre, le président Erdoğan affiche son intention de faire rapatrier jusqu'à 2 millions de ces réfugiés dans une zone de sécurité longue de 480 kilomètres et profonde de 30 kilomètres,. Il annonce également qu'il laisse jusqu'à fin septembre aux Américains pour obtenir des résultats concrets dans la mise en place de la zone de sécurité. Le 1er octobre, Erdoğan affirme que la Turquie arrive à bout de sa patience et le 5, il réitère ses menaces d'offensive militaire : « Nous avons effectué nos préparatifs, achevé nos plans d’opération, donné les instructions nécessaires. Nous conduirons cette (opération) sur terre et dans les airs [...] aussi tôt qu'aujourd'hui, demain ». Des troupes turques sont déployées en renfort à la frontière. Le 6 octobre, des milliers de Kurdes syriens manifestent à Ras al-Aïn pour dénoncer les menaces turques. Selon l'OSDH, des tranchées et des tunnels sont à nouveau creusés par les FDS à Kobané, Tall Abyad et Ras al-Aïn.
Le 6 octobre, Donald Trump et Recep Tayyip Erdoğan s'entretiennent par téléphone. La présidence turque annonce alors une rencontre entre les deux hommes en novembre à Washington, pour discuter de la zone de sécurité,. Mais la Maison-Blanche annonce pour sa part dans un communiqué publié dans la soirée que les troupes américaines vont se retirer de la frontière : « La Turquie va bientôt mettre en œuvre son opération prévue de longue date dans le nord de la Syrie. Les forces américaines ne vont pas soutenir ou être impliquées dans l'opération et les forces américaines, qui ont vaincu le +califat+ territorial de l'Etat islamique, ne seront plus à proximité immédiate »,,,. La Maison-Blanche évoque également la possibilité de confier à la Turquie la responsabilité des combattants européens de l'État islamique détenus en Syrie par les FDS : « Le gouvernement des Etats-Unis a pressé la France, l'Allemagne et d'autres pays européens, d'où viennent beaucoup des combattants de l'EI capturés, de les reprendre, mais ils ne veulent pas et refusent. La Turquie va maintenant être responsable pour tous les combattants de l'EI dans la zone, capturés dans les deux dernières années ». Le lendemain matin, le président américain justifie sa décision sur Twitter : « Les Kurdes ont combattu avec nous mais ils ont reçu énormément d'argent et de matériel pour le faire. Cela fait des décennies qu'ils combattent la Turquie. Je me suis tenu à l'écart de ce conflit pendant presque trois ans, mais il est temps pour nous de sortir de ces guerres ridicules et sans fin, dont beaucoup sont tribales »,.
L'annonce du président provoque de nombreuses réactions. Le ministre turc des Affaires étrangères déclare le 7 octobre : « Depuis le début de la guerre en Syrie, nous avons soutenu l'intégrité territoriale de la Syrie et nous continuerons de le faire. Nous sommes déterminés à protéger notre (...) sécurité en nettoyant cette région des terroristes ». Le Ministère turc de la Défense affirme que « tous les préparatifs en vue d'une opération ont été achevés ». Le président Erdoğan déclare de son côté que l'offensive peut être lancée à tout moment : « Il y a une phrase que nous répétons tout le temps: on pourrait entrer (en Syrie) n'importe quelle nuit sans prévenir. Il est absolument hors de question pour nous de tolérer plus longtemps les menaces provenant de ces groupes terroristes ». Les Forces démocratiques syriennes protestent quant à elles dans un communiqué : « Les forces américaines ne respectent pas leurs engagements et retirent leurs forces le long de la frontière avec la Turquie. L’opération militaire turque dans le nord et l’est syrien va avoir un immense impact négatif sur notre guerre contre l’EI »,.
Le même jour, l'Iran déclare s'opposer à toute action militaire turque en Syrie. La France appelle la Turquie à s'abstenir de mener une action unilatérale,. Les ministres des Affaires étrangères de l'Union européenne exhortent également la Turquie à ne pas lancer de nouvelles hostilités. Panos Moumtzis, le coordinateur humanitaire de l'ONU pour la Syrie, déclare quant à lui : « Nous ne savons ce qui va se passer (...) Nous nous préparons au pire ».
L'annonce de Donald Trump provoque également de vives réactions aux États-Unis et au sein même du parti républicain,. Le sénateur Lindsey Graham, pourtant proche du président américain, déclare ainsi que cette décision est « un désastre en puissance » et que « l'abandon des Kurdes sera une tache sur l'honneur de l’Amérique »,. Il menace alors de proposer une résolution au Sénat pour revenir sur cette décision,,. Plusieurs autres responsables républicains comme Mitch McConnell, Nikki Haley et Marco Rubio annoncent également désapprouver l'annonce du retrait américain. Brett McGurk, l’ancien envoyé spécial américain pour la Syrie, déclare quant à lui sur Twitter : « Donald Trump n’est pas le chef des armées. Il prend des décisions impulsives sans connaissance ni délibération. Il envoie des militaires au danger sans aucun soutien. Il bafouille puis laisse nos alliés exposés lorsqu'il fait face à un coup de fil difficile. Le communiqué de la Maison Blanche démontre une absence totale de compréhension de ce qui se passe sur le terrain. Après un échange téléphonique avec un dirigeant étranger, Trump a fait un énorme cadeau à la Russie, à l’Iran et au groupe État islamique »,.
Face aux critiques, Donald Trump fait machine arrière et déclare sur Twitter le 7 octobre : « Si la Turquie fait quoi que ce soit dont j'estime, dans ma grande et inégalable sagesse, que cela dépasse les bornes, je détruirai et anéantirai complètement l'économie de la Turquie »,. Le département de la Défense des États-Unis déclare de son côté dans un communiqué : « Le ministère de la Défense a indiqué clairement à la Turquie - comme l'a fait le président - que nous ne cautionnons pas une opération turque dans le nord de la Syrie »,.
Le 7 octobre, des soldats américains se retirent de postes situés près de la frontière turque à Tall Abyad et Ras al-Aïn,. Cependant, un haut responsable du département d’État américain déclare anonymement à des journalistes que ce retrait ne concerne qu'un « tout petit nombre » de soldats : 50 à 100 membres des forces spéciales qui seront « redéployés vers d'autres bases »,.
Le 8 octobre, Donald Trump assure que les États-Unis n'abandonnent pas les Kurdes et qu'ils continuent de les aider financièrement et de leur fournir des armes : « Nous sommes en train de quitter la Syrie mais nous n'avons absolument pas abandonné les Kurdes qui sont des gens formidables et de merveilleux combattants ». Mais les Forces démocratiques syriennes dénoncent le même jour un « coup de poignard dans le dos » et un haut responsable de l'administration kurde, Badran Jia Kurd, déclare qu'elles pourraient se tourner vers Damas et Moscou : « Si l'Amérique évacue la zone et particulièrement la zone frontalière, nous serons contraints, en tant qu'administration autonome et en tant que FDS, d'étudier toutes les options disponibles. Nous pourrions discuter avec Damas ou la partie russe pour combler ce vide ou bloquer l'attaque turque. Cela pourrait donc évoluer et il pourrait y avoir des réunions et des contacts en cas de vide sécuritaire ». De son côté, le vice-ministre syrien des Affaires étrangères Fayçal al-Meqdad appelle les Kurdes à revenir dans le giron du gouvernement : « Nous défendrons l'ensemble du territoire syrien et nous n'accepterons aucune occupation. [...] Celui qui se jette dans les bras de l'étranger, l'étranger finit par le jeter [...] et c'est ce qui s'est passé. [...] La Syrie est une et indivisible, nous conseillons à ceux qui se sont égarés de revenir vers la nation ». Pendant ce temps, la Russie appelle à « éviter toute action qui pourrait saper le règlement pacifique » du conflit. Enfin le Royaume-Uni déclare avoir « toujours été clair avec la Turquie sur le fait qu'une action militaire unilatérale devait être évitée car cela déstabiliserait la région et menacerait les efforts entrepris pour pérenniser la défaite de l'État islamique » . Le soir du 8 octobre, une position des FDS est bombardée par l'armée turque, sans toutefois faire de blessés.

## Forces en présence

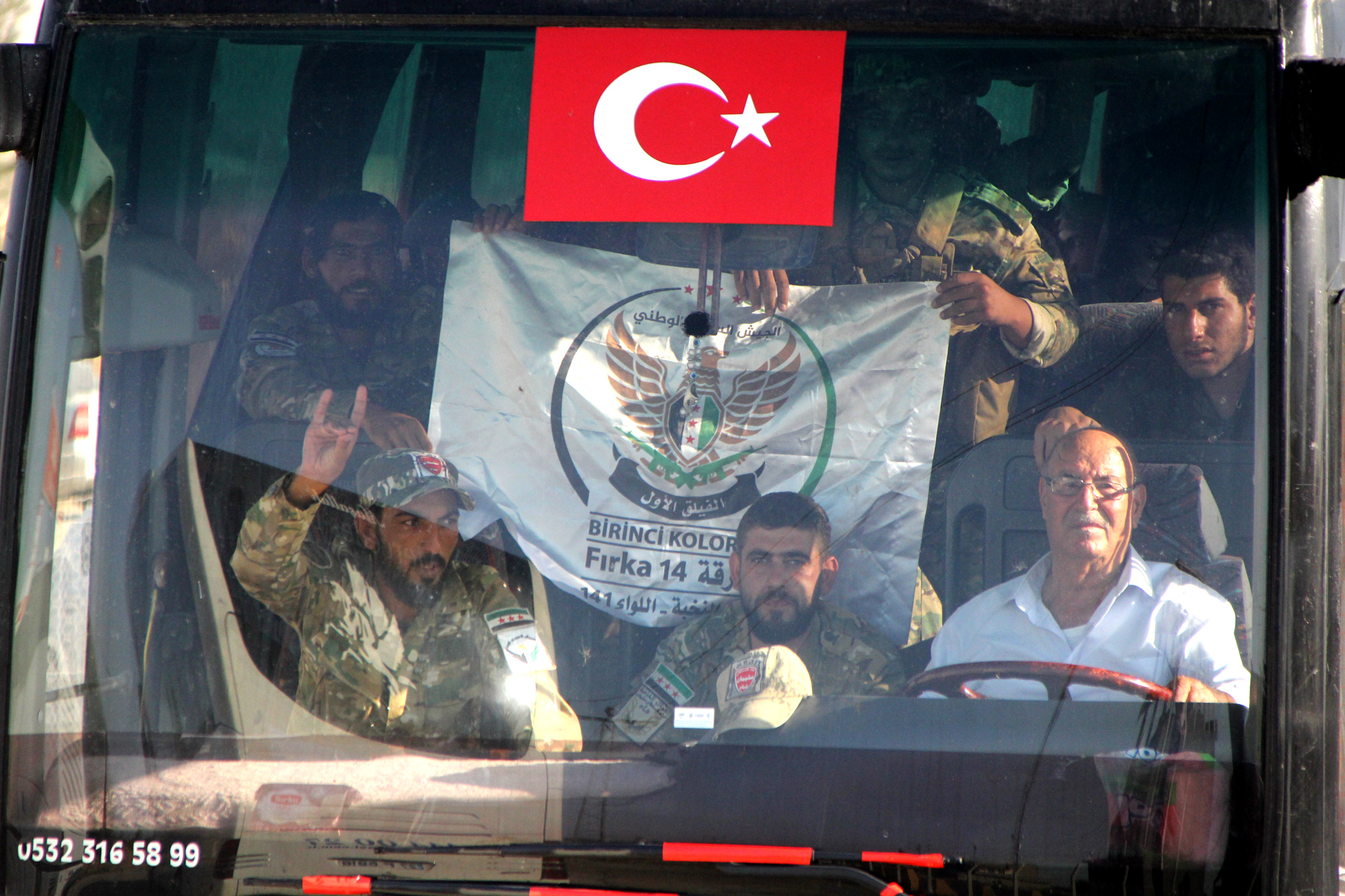
Des rebelles du Liwa Sultan Souleymane Chah, un groupe turkmène de l'Armée nationale syrienne, transportés par bus d'Azaz à Akçakale, le 12 octobre 2019. L'un des combattants fait le signe des Loups gris.

L’armée turque déploie de l’artillerie, 80 000 hommes ainsi que des véhicules blindés le long de sa frontière. Plusieurs dizaines de milliers de rebelles syriens de l'Armée nationale syrienne (ANS) forment l'infanterie,,,. Parmi les factions rebelles mobilisées figurent la Division Sultan Mourad,, la Division al-Hamza,, Faylaq al-Cham, Ahrar al-Charkiya, Jaych al-Charkiya, Jaych al-Ahrar et le Liwa Sultan Souleymane Chah. Abdelrahmane Ghazi Dadeh, porte-parole de la faction Anwar al-Haq, annonce à des journalistes le 9 octobre à Akçakale que 8 000 hommes font face à Tall Abyad et que 10 000 autres font face à Ras al-Aïn, sans compter d'autres forces près de Kobané. Les Forces démocratiques syriennes comptent quant à elles entre 50 000 et 110 000 combattants,,. 

## Déroulement

### Début de l'offensive
Le 9 octobre 2019, dans l'après-midi, le président Erdoğan annonce que l'armée turque lance son opération militaire, baptisée Source de paix,. Les régions de Ras al-Aïn, Tall Abyad, Qamichli et Aïn Issa sont touchées par des frappes aériennes. Selon l'Observatoire syrien des droits de l'homme (OSDH), au moins quinze personnes sont tuées, dont huit civils, et des milliers de civils prennent la fuite. Dans la soirée, une offensive terrestre est lancée par l'armée turque et l'Armée nationale syrienne près de Tall Abyad et Ras al-Aïn,,. Cette région est peuplée principalement d'Arabes. Les Forces démocratiques syriennes clament quant à elles avoir repoussé l'incursion,. La date du début de l'opération renvoie à l'expulsion par le régime syrien d'Abdullah Öcalan, leader du PKK, qui a été obligé de quitter la Syrie le 9 octobre 1998.

### Réactions internationales

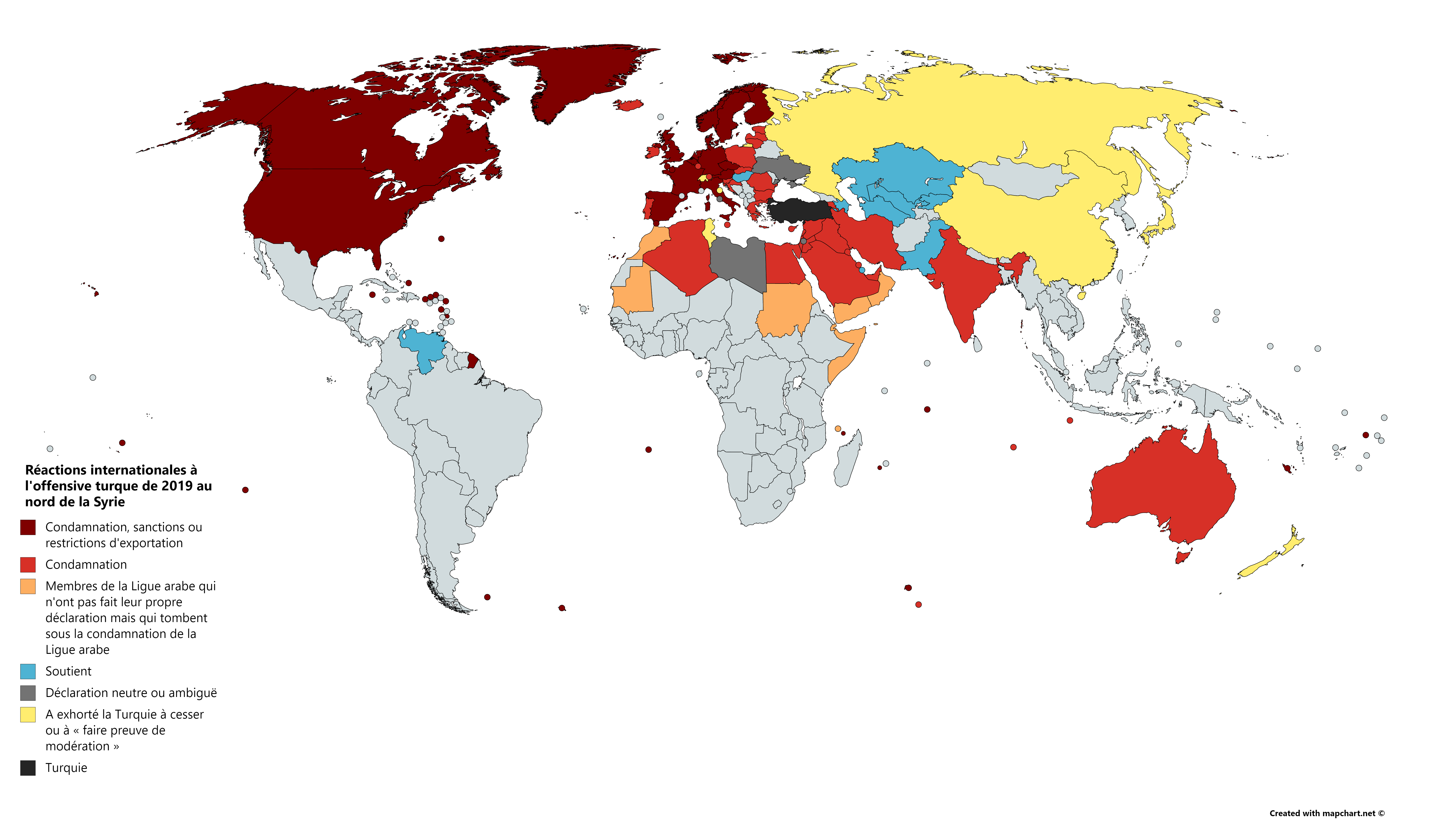
Réactions internationales à l'offensive militaire de la Turquie.

L'offensive turque provoque de nombreuses condamnations internationales,,,,,. L'opération militaire est condamnée ou désapprouvée par l'Union européenne, la France,, l'Allemagne,, le Royaume-Uni,, l'Iran, l'Irak, l'Arabie saoudite, les Émirats arabes unis, l'Égypte, le Liban, Israël, la Chine, les Pays-Bas, le Canada, la Suède, le Danemark, la Finlande, l'Italie et plusieurs autres États. Seuls le Pakistan, le Kazakhstan, l'Azerbaïdjan, le Venezuela et la Hongrie annoncent soutenir l'offensive turque,. Le président de la commission européenne Jean-Claude Juncker déclare : « La Turquie doit cesser l'opération militaire en cours. Elle ne donnera pas de résultat. Et si le plan de la Turquie est la création d'une zone de sécurité, n'attendez pas de financement de l'Union européenne ». En réponse aux critiques européennes, Erdoğan déclare : « Ô Union européenne, reprenez-vous. Je le dis encore une fois, si vous essayez de présenter notre opération comme une invasion, nous ouvrirons les portes et vous enverrons 3,6 millions de migrants ». Donald Tusk, le président du Conseil européen, répond à son tour le 11 octobre : « Nous n'accepterons jamais que les réfugiés soient utilisés comme arme et pour nous faire chanter. [...] Notre principale préoccupation concerne le fait que ses actions peuvent mener à une nouvelle catastrophe humanitaire. [...] L'opération militaire unilatérale de la Turquie suscite de graves inquiétudes et doit s'arrêter ». Le 24 octobre, le Parlement européen condamne l'offensive turque et dénonce l'utilisation par Ankara des réfugiés comme moyen de « chantage ». Le 9 octobre, Mevlüt Çavuşoğlu, le ministre turc des Affaires étrangères, réagit quant à lui aux critiques des pays du Golfe : « Vous avez tué et affamé tant de civils au Yémen. De quel droit vous opposez-vous maintenant à cette opération ? ».
En Turquie, l'offensive est soutenue par l'ensemble de la classe politique, y compris par le CHP et Le Bon Parti, les principaux partis d'opposition,,. Seul le HDP s'oppose à l'opération,. Plus de cent personnes ayant critiqué l'intervention militaire sur les réseaux sociaux sont placés en garde à vue et 500 enquêtes judiciaires sont ouvertes à la date du 15 octobre. Plusieurs maires HDP sont arrêtés et poursuivis pour « terrorisme »,.
Le président américain Donald Trump déclare après le début de l'opération turque : « Ce matin, la Turquie, membre de l’OTAN, a envahi la Syrie. Les États-Unis ne soutiennent pas cette attaque et ont clairement indiqué à la Turquie que cette opération était une mauvaise idée ». Il écrit ensuite sur Twitter : « Les États-Unis n'auraient jamais dû aller au Moyen-Orient. Les guerres sans fin stupides sont terminées pour nous! Nous ramenons désormais lentement et sûrement nos formidables soldats et militaires à la maison ». Donald Trump déclare espérer qu'Erdoğan agisse de manière « rationnelle » et « humaine » et indique que : « s'il le fait de manière injuste, il paiera un énorme prix économique. [...] J'anéantirai leur économie si cela arrive ». Il justifie cependant le retrait américain en affirmant notamment que : « Les Kurdes [...] ne nous ont pas aidés pendant la Seconde Guerre mondiale. Ils ne nous ont pas aidés en Normandie, par exemple ». Le sénateur républicain Lindsey Graham et le sénateur démocrate Chris Van Hollen déposent devant le Congrès une proposition visant à sanctionner la Turquie, avec notamment un gel sur les biens aux États-Unis des plus hauts dirigeants turcs, y compris le président Recep Tayyip Erdogan, et l'imposition de sanctions à toute entité étrangère qui vendrait des armes à Ankara. Le sénateur Lindsey Graham déclare notamment sur Twitter : « Priez pour nos alliés kurdes qui ont été honteusement abandonnés par l'administration Trump. Je vais mener les efforts aux Congrès pour qu'Erdogan paie très cher ». Il promet alors des « sanctions infernales, [...] de grande ampleur, draconiennes et dévastatrices » contre l'économie et l'armée turques et demande la suspension d'Ankara de l'OTAN,. Le 11 octobre, Donald Trump signe un décret autorisant la mise en place de sanctions contre la Turquie, mais sans encore les activer. Le 16 octobre, la Chambre des représentants des États-Unis adopte par 354 voix contre 60 une résolution non-contraignante condamnant la décision du président américain de retirer les troupes américaines du nord de la Syrie. La présidente de la Chambre, la démocrate Nancy Pelosi, déclare : « Le président a déchaîné une escalade vers le chaos et l'insécurité en Syrie lorsqu'il a donné à la Turquie le feu vert pour attaquer nos partenaires kurdes ». Du côté des militaires, James Mattis et Joseph Votel (en) critiquent également la décision du président américain.

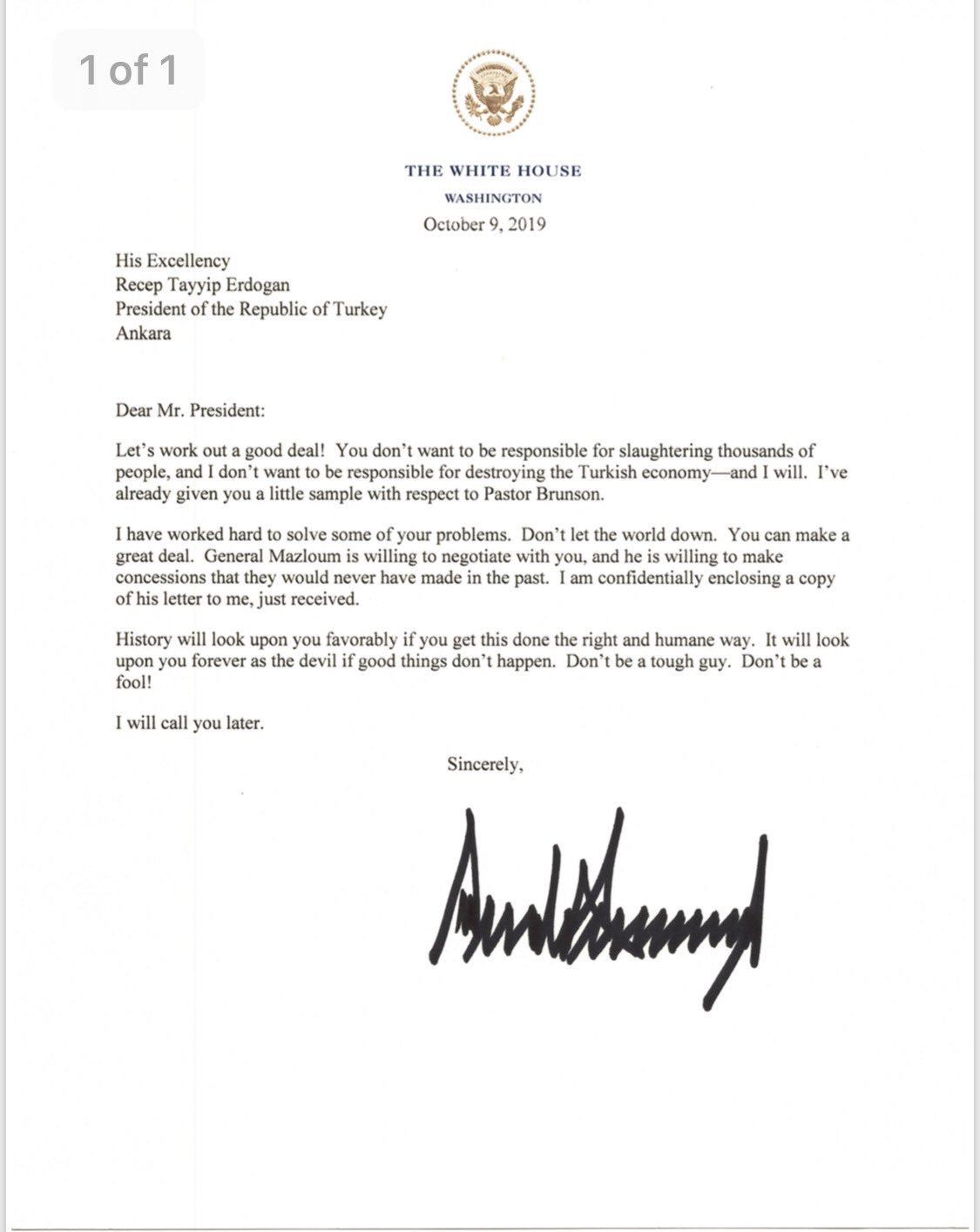
Lettre de Donald Trump à Recep Tayyip Erdoğan, datée du 9 octobre 2019.

Donald Trump demande à sa diplomatie d'obtenir un cessez-le-feu entre la Turquie et les forces kurdes. Il déclare le 10 octobre sur Twitter : « Nous avons un des trois choix suivants : envoyer des milliers de soldats pour gagner militairement, frapper la Turquie très dur financièrement et avec des sanctions, et jouer les médiateurs en vue d'un accord entre la Turquie et les Kurdes ! J'espère que la dernière option sera la bonne, j'espère que nous pourrons faire une médiation ». Mais Donald Trump souffle le chaud et le froid et multiplie les déclarations désinvoltes et confuses,,,. Le 9 octobre, il rédige une lettre au président turc Erdoğan l'engageant à renoncer à son offensive : « Vous ne souhaitez pas être responsable du massacre de milliers de personnes, et je ne veux pas être responsable de la destruction de l’économie turque – ce que je ferai. [...] L’Histoire vous jugera d’un œil favorable si vous agissez de façon juste et humaine. Elle vous considérera à jamais comme le diable si les choses se passent mal. Ne jouez pas au dur ! Ne faites pas l’idiot ! »,. Le 14 octobre, il écrit sur Twitter : « Quiconque veut aider la Syrie à protéger les Kurdes me convient bien, que ce soit la Russie, la Chine ou Napoléon Bonaparte. J’espère qu’ils vont tous très bien, nous sommes à 7 000 miles ! ». Le 16 octobre, il traite Nancy Pelosi de « politicienne de bas étage » et James Mattis de « général le plus surestimé du monde ». Le même jour, il ironise l'éventualité d'un affrontement entre l'armée turque et l'armée syrienne : « Ils ont beaucoup de sable là-bas. Donc, ils peuvent jouer avec beaucoup de sable. Si la Turquie pénètre en Syrie, c’est une affaire entre la Turquie et la Syrie, ce n’est pas une affaire entre la Turquie et les Etats-Unis comme beaucoup de gens stupides voudraient vous le faire croire ». Il affirme également que : « Les Kurdes sont beaucoup plus en sécurité en ce moment, mais ils savent comment se battre. Et ce ne sont pas des anges. Ce ne sont pas des anges, si vous regardez bien. [...] Le PKK, qui fait partie des Kurdes, comme vous le savez, est probablement pire en termes de terrorisme et une plus grande menace terroriste en bien des aspects que l'EI »,. Il conclut : « Nous sommes dans une position stratégique très bonne. C’est brillant d’un point de vue stratégique ». Le 17 octobre, lors d'un meeting à Dallas, au Texas, il déclare encore à propos des Turcs et des Kurdes : « Ce n'était pas conventionnel, ce que j'ai fait. J'ai dit: ils ont besoin de se battre un peu. Comme deux gamins, on les laisse se bagarrer un peu, et puis on les sépare. Alors ils se sont battus quelques jours, et ça a été plutôt brutal. [...] Pas une goutte de sang américain n'a été versée ». Le 18 octobre, le président français Emmanuel Macron affirme avoir appris l'ordre de retrait des troupes américaines « par un tweet, [...] comme tout le monde ». Le 16 octobre, le président turc Recep Tayyip Erdoğan déclare : « Lorsque nous regardons les déclarations publiées par M. Trump sur Twitter, nous en sommes arrivés au point où nous n'arrivons plus à suivre ces tweets »,. Selon Gilles Paris, journaliste pour Le Monde : « Désinvolture, reprise à son compte de la propagande étrangère, missive stupéfiante à un homologue, insultes contre son opposition : la crise syrienne a continué d’agir, mercredi 16 octobre, comme un puissant révélateur de la présidence de Donald Trump ».
Le 9 octobre, le secrétaire général de l'OTAN, Jens Stoltenberg, déclare : « Je compte sur la Turquie pour agir avec retenue et veiller à ce que les progrès que nous avons réalisés dans la lutte contre l'Etat islamique ne soient pas compromis »,. Il ajoute le lendemain : « Nous devons continuer à nous serrer les coudes contre notre ennemi commun, qui est l'EI ». Le ministre turc des Affaires étrangères Mevlüt Çavuşoğlu répond en appelant l'OTAN à montrer « une solidarité plus affirmée. [...] L’opération est très importante pour la sécurité du territoire de l’Alliance ». L'OTAN se retrouve divisée par une crise qui la fragilise,.
Recep Tayyip Erdoğan s'entretient également le 9 octobre par téléphone avec Vladimir Poutine. Selon une source de l'AFP à la présidence turque : « Lors de cet entretien, le président a déclaré que l'opération militaire prévue à l'est de l'Euphrate contribuera à la paix et à la stabilité de la Syrie et facilitera la voie vers une solution politique ». Le Kremlin rapporte pour sa part dans un communiqué que « Poutine a appelé ses partenaires turcs à bien réfléchir à la situation afin d'éviter de porter atteinte aux efforts communs visant à résoudre la crise syrienne ». Selon Marie Jégo, journaliste pour Le Monde : « L’opération turque n’est pas pour déplaire à la Russie, qui a tacitement donné son accord à l’entrée des Turcs à l’est de l’Euphrate. L’occasion se présente enfin pour Moscou de bouter les Américains hors de Syrie, sans lever le petit doigt ». Vladimir Poutine encourage également Erdoğan à renouer avec Bachar el-Assad, tout comme il encourage les Forces démocratiques syriennes à renouer avec le régime de Damas.
Les Forces démocratiques syriennes dénoncent quant à elles l'attitude des États-Unis dans un communiqué le 12 octobre : « Nous invitons nos alliés à assumer leurs responsabilités morales et à respecter leurs promesses. [...] Nos alliés nous avaient garanti leur protection après qu’on a détruit nos tranchées et nos fortifications. Mais soudain, sans prévenir, ils nous ont abandonnés avec une décision injuste de retirer leurs troupes de la frontière turque. [...] Cette mesure a été une déception majeure, comme un coup de couteau dans le dos »,. Elles réclament également la « fermeture de l’espace aérien face à l’aviation turque ».

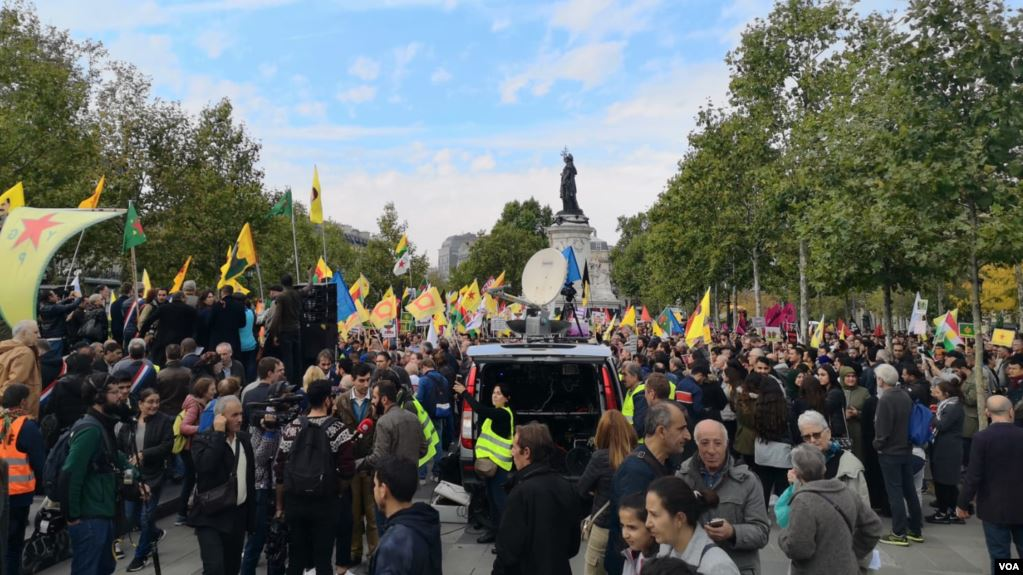
Manifestation à Paris contre l'intervention militaire turque, le 12 octobre 2019. Des manifestations ont lieu ce jour-là dans plusieurs villes européennes.

Le 10 octobre, cinq pays européens — la France, l'Allemagne, le Royaume-Uni, la Pologne et la Belgique — saisissent en urgence le Conseil de sécurité des Nations unies pour appeler la Turquie à « cesser son offensive »,. Cependant, ils ne sont pas suivis par les autres membres du Conseil de sécurité, et notamment par les États-Unis, la Russie et la Chine,. Les États-Unis proposent ensuite un projet de déclaration invitant Ankara à revenir à la diplomatie, mais sans condamner ses frappes et n’exigeant pas de cessez-le-feu,,. Le projet américain est ensuite durci après plusieurs observations d'autres États,. Il demande alors à la Turquie « d'arrêter son opération militaire et de faire plein usage des canaux diplomatiques pour résoudre ses préoccupations de sécurité ». Mais le 11 octobre, le projet américain est bloqué par la Russie,.
La France, l'Allemagne, les Pays-Bas, la Norvège et la Finlande suspendent leurs exportations d'armement vers la Turquie. L'Union européenne échoue le 14 octobre à imposer un embargo sur les ventes d'armes à la Turquie en raison de l'opposition du Royaume-Uni,. Le lendemain, Londres suspend pourtant à son tour ses exportations d'armes vers Ankara. Le Canada fait de même le 15 octobre. Le principal pays exportateur d'armes vers la Turquie est les États-Unis, suivis ensuite par l'Italie, l'Allemagne, le Brésil et l'Inde.
Le président turc Erdoğan rejette quant à lui tous les appels aux cessez-le-feu ou à une médiation,. Il déclare le 11 octobre : « On reçoit maintenant des menaces à droite et à gauche, on nous dit Arrêtez!. Nous ne reviendrons pas en arrière. [...] Nous continuerons notre combat jusqu'à ce que tous les terroristes soient descendus au sud des 32 km »,. Deux jours plus tard, il ajoute : « Depuis que nous avons lancé notre opération, nous faisons face à des menaces de sanctions économiques ou d'embargos sur les armes. Ceux qui pensent pouvoir nous contraindre à reculer avec ces menaces se trompent »,

### Offensive de la Turquie et des rebelles à Tall Abyad et Ras al-Aïn

Évolution dans le nord de la Syrie entre le 8 et le 29 octobre 2019 :
Territoire contrôlé par les Forces démocratiques syriennes
Territoire contrôlé par la Turquie et l'Armée nationale syrienne
Territoire contrôlé par le gouvernement syrien et ses alliés
Territoire contrôlé par le gouvernement syrien et les Forces démocratiques syriennes
Territoire irakien

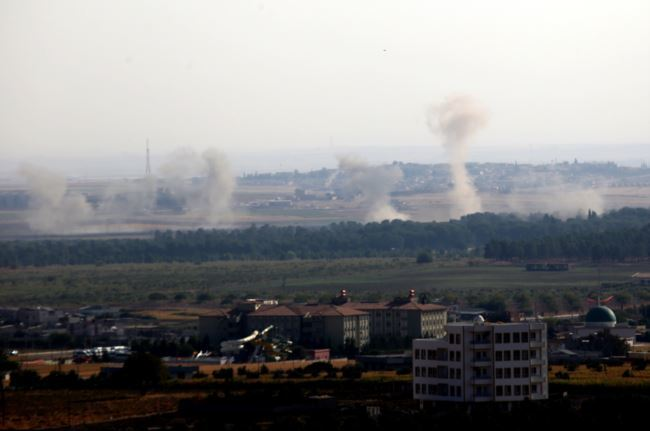
Bombardements sur Ras al-Aïn, le 10 octobre 2019.

Le 10 octobre, l'offensive au sol des Turcs et des rebelles se poursuit dans les régions de Tall Abyad et Ras al-Aïn. Onze villages sont pris près de ces deux villes selon l'OSDH. Lors de ces combats, l'armée turque perd son premier soldat. Dans la matinée, Kobané est à son tour touchée par des frappes aériennes. Les FDS répliquent par des tirs de roquettes qui s'abattent sur Akçakale, Ceylanpınar, Suruç et Nusaybin, en territoire turc,,.
Le 11 octobre, les FDS parviennent à reprendre deux des villages conquis la veille. Mais les rebelles s'emparent ensuite de onze villages dans la nuit du 11 au 12 octobre, principalement près de Tall Abyad. À la date du 12 octobre, 23 villages sont aux mains des rebelles et des Turcs. Les combats se poursuivent sur une bande de 120 kilomètres le long de la frontière. Certains combattants arabes rejoignent les rangs des forces turques et lancent des attaques à l'intérieur des lignes kurdes en activant des cellules dormantes. Les forces des FDS utilisent quant à elles des tunnels, des tranchées et des murets comme positions défensives. Tall Abyad et Ras al-Aïn sont abandonnées par presque tous leurs habitants. Les FDS évacuent également le camp de déplacés de Mabrouka, après que ce dernier, situé à 12 kilomètres de la frontière, ait été touché par un bombardement, et ses 7 000 occupants sont transférés à al Aricha, au sud de Hassaké.
Le soir du 11 octobre, des obus d'artillerie turcs s'abattent près d'une position tenue par les forces spéciales américaines à Kobané. L'incident ne fait pas de blessé, mais les États-Unis demandent à Ankara « d'éviter toute action pouvant conduire à une riposte immédiate » et indiquent que leurs forces « ne se sont pas retirées de Kobané ». La Turquie dément quant à elle avoir visé les forces américaines.
Le 12 octobre, les Turcs et les rebelles syriens entrent dans la ville de Ras al-Aïn,. La Turquie revendique rapidement la prise de la ville, mais celle-ci est démentie par les Forces démocratiques syriennes,. Selon l'OSDH, seule la zone industrielle, à la périphérie de la ville, est conquise. Les deux camps s'affrontent alors dans des combats de rues,.
Le 12 octobre, neuf civils sont exécutés au sud de Tall Abyad par des rebelles appartenant à la faction Ahrar al-Charkiya,,,. Parmi les victimes figure Hevrin Khalaf, une femme politique kurde, membre de la direction du Conseil démocratique syrien et secrétaire générale du parti Avenir de la Syrie,,. L'Armée nationale syrienne publie le même jour un communiqué ordonnant à tous ses commandants de « superviser en permanence les combattants sur le front pour empêcher toute violation ou abus » et avertissant que les auteurs d’éventuels abus « s'exposeront aux sanctions les plus sévères et seront traduits devant la justice pour désobéissance militaire ».
Le 13 octobre, les forces rebelles et turques s'emparent de la ville de Tall Abyad. Elles parviennent également, après avoir réalisé une percée de 30 à 35 kilomètres de profondeur, à couper l'autoroute M-4, qui file d'est en ouest, privant ainsi les FDS d'une voie cruciale de ravitaillement. Les FDS et l'Armée nationale syrienne s'affrontent également pour le contrôle de la localité de Soulouk, à une vingtaine de kilomètres au sud-est de Tall Abyad. À Ras al-Aïn, les FDS parviennent en revanche à regagner du terrain après des combats nocturnes dans la périphérie ouest. Dans cette ville, des défenses kurdes parviennent à tenir grâce à un important réseau de tunnels souterrain,. Un convoi de civils et de journalistes étrangers est également bombardé au sud de la ville par l'armée turque, faisant 11 à 14 morts, dont deux journalistes kurdes, et 74 blessés,,,.

### Attaques de l'État islamique

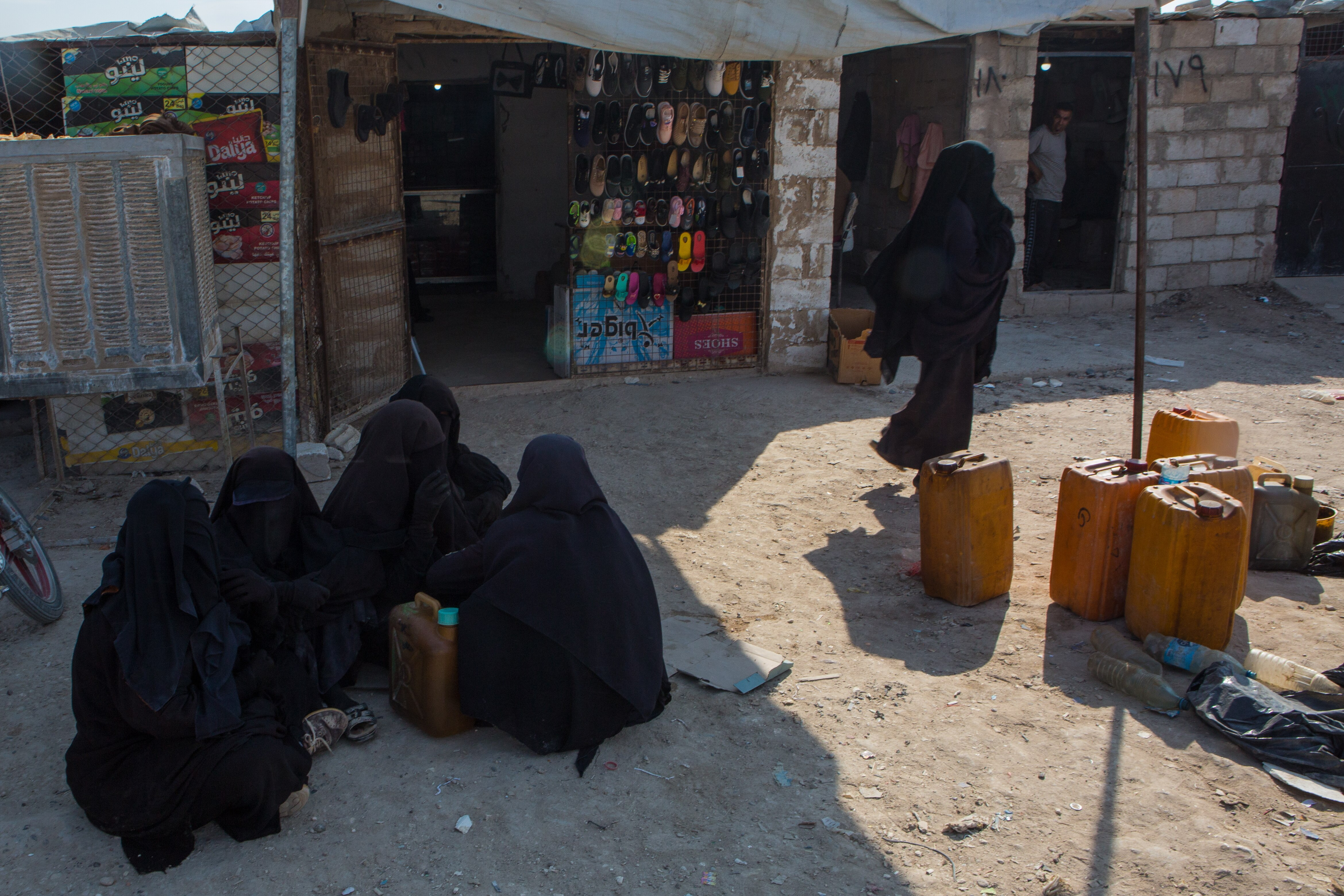
Des femmes dans le camp d'al-Hol, le 16 octobre.

Pendant l'offensive, les cellules clandestines de l'État islamique connaissent également un regain d'activité. Le 8 octobre, Mazloum Abdi avertit qu'une partie des hommes chargés de la défense des prisons ont été déployés à la frontière et que la surveillance des djihadistes est désormais une « seconde priorité ». Environ 12 000 combattants de l'État islamique, dont 10 000 Syriens et Irakiens et 2 000 étrangers, sont alors détenus par les FDS, tandis que 70 000 femmes et enfants de combattants djihadistes sont également retenus dans le camp d'al-Hol,,.
Le 9 octobre, à Raqqa, deux djihadistes de l'EI attaquent des positions du Conseil militaire de Raqqa, puis activent leurs ceintures explosives sans faire de victimes. Le 11 octobre, l'attaque revendiquée par l'EI d'un véhicule piégé à Qamichli cause la mort de trois civils. Le même jour, une émeute éclate dans le camp d'al-Hol. Le 13 octobre, selon les autorités kurdes, 785 membres de familles de combattants de l'État islamique s'enfuient du camp d'Aïn Issa après une révolte et l'attaque de cellules dormantes djihadistes. La Turquie accuse quant à elle les YPG d'avoir libéré ces prisonniers, une version confirmée par le témoignage de deux djihadistes françaises recueilli par les journalistes Édith Bouvier et Céline Martelet,. Le président Donald Trump déclare estimer pour sa part que les Kurdes auraient relâché volontairement quelques prisonniers pour forcer les Américains à s'impliquer sur le terrain.
Le 16 octobre, Mazloum Abdi annonce le « gel » des opérations contre l'État islamique. Le même jour, le groupe djihadiste attaque un QG des FDS près de Raqqa et revendique le lendemain la libération de plusieurs femmes détenues.
Selon les États-Unis, plus d'une centaine de djihadistes de l'État islamique se sont évadés pendant le mois d'octobre.

### Retrait américain et intervention de l'armée syrienne

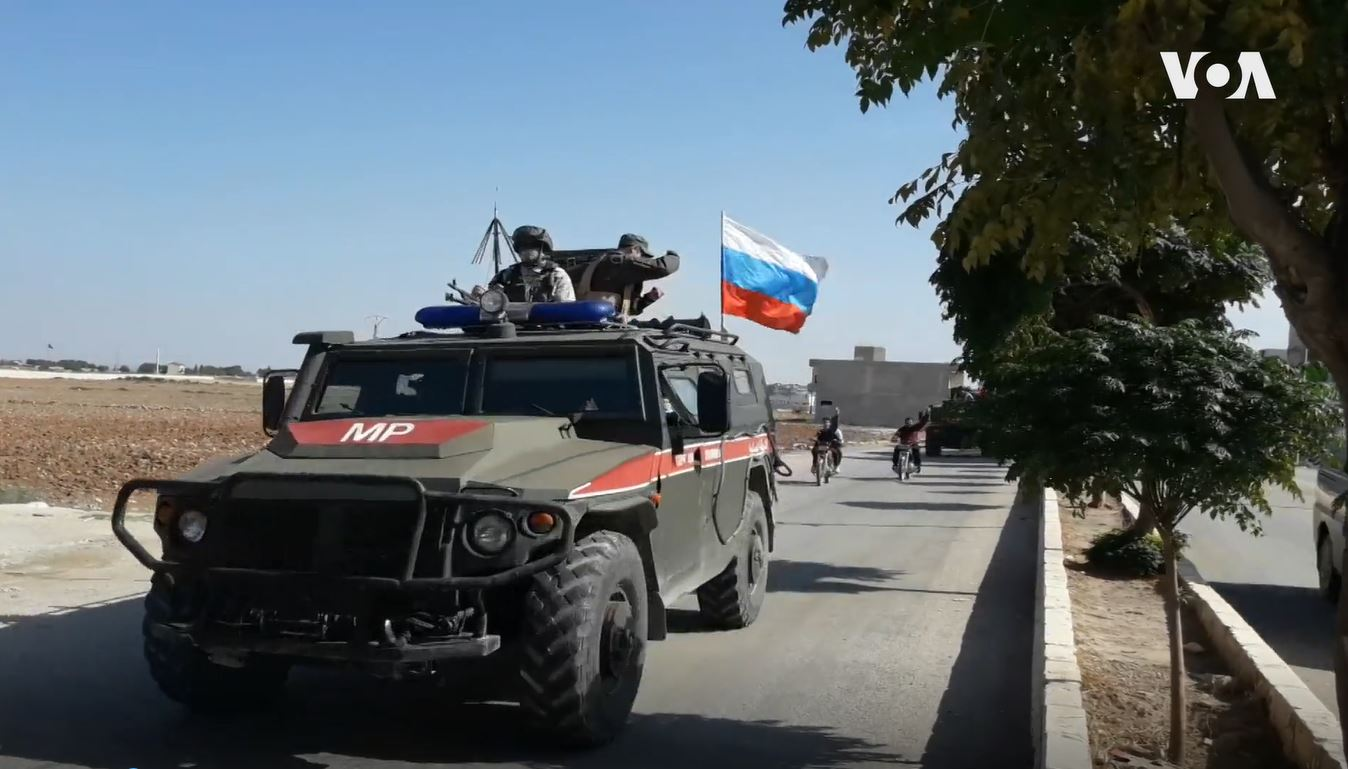
Forces de la police militaire russe à Kobané, le 23 octobre 2019.

Le 13 octobre, Mark Esper, le secrétaire à la Défense des États-Unis, annonce que, sur l'ordre du président Donald Trump, les 1 000 soldats américains vont se retirer du nord de la Syrie,,,. Le même jour, dans la soirée, l'administration kurde annonce avoir conclu un accord avec le régime syrien pour le déploiement de l'armée syrienne près de la frontière turque : « Afin de faire face à l'agression turque et empêcher qu'elle ne se poursuive, nous sommes parvenus à un accord avec le gouvernement syrien pour que l'armée se déploie le long de la frontière turco-syrienne dans le but de soutenir les Forces démocratiques syriennes »,. Mazloum Abdi, le commandant en chef des Forces démocratiques syriennes déclare au magazine américain Foreign Policy : « Nous savons que nous devrons faire des compromis douloureux. Mais entre les compromis et le génocide de notre peuple, nous choisirons la vie ». L'accord est conclu après des discussions sur la base aérienne de Hmeimim, contrôlée par la Russie,,. Sana, l'agence de presse officielle du régime, annonce également que « des unités de l'armée arabe syrienne » sont « en route pour le Nord pour affronter l'agression turque sur le territoire syrien ». L'accord prévoit une entrée des troupes loyalistes à Manbij et Kobané.
Le matin du 14 octobre, l'armée syrienne se déploie à Tall Tamer, à une trentaine de kilomètres au sud de Ras al-Aïn. Des chars se positionnent aussi aux abords de Tabqa et d'Aïn Issa. En fin de journée, des unités loyalistes entrent également à Manbij,,. L'annonce du retrait américain est saluée par Erdoğan qui la qualifie d'« approche positive ». Le président turc annonce également ne pas s'opposer à l'entrée de l'armée syrienne à Kobané : « En ce qui concerne Kobané, à ce stade, il semble qu'il n'y aura pas de problème, grâce à l'approche positive de la Russie »,. Le même jour, l'AFP indique que selon un responsable américain, tous les militaires américains ont reçu l'ordre de quitter la Syrie, à l'exception des 150 hommes de la base d'al-Tanaf, située au sud du pays,. Les quelques troupes françaises et britanniques, peu nombreuses et totalement dépendantes des Américains pour le renseignement et la logistique, sont également contraintes de se retirer,.
Dans la nuit du 14 au 15 octobre, des combats ont lieu près de Manbij entre les rebelles de l'ANS et le Conseil militaire de Manbij,,. Deux soldats turcs sont tués par des obus de mortier,. Mais le 15 octobre, Manbij et ses environs sont entièrement sous le contrôle du régime syrien. La police militaire russe se déploie sur les limites nord-ouest de la région afin d'éviter une avancée des Turcs et des rebelles,. La coalition internationale annonce également s'être retirée de la ville,,. L'entrée des forces loyalistes est minimisée par Erdoğan qui déclare : « Pour moi, l'entrée du régime dans Minbej n'est pas un (développement) très, très négatif. Pourquoi ? Parce que c'est leur territoire ». Il indique également que peu lui importe « qui des Russes ou du régime » fasse « sortir les YPG de Manbij ». La présidence turque prévient cependant qu'elle considère comme « inacceptable » que les YPG restent à Manbij « sous drapeau russe ». Pendant ce temps à Ras al-Aïn, les FDS contiennent toujours les forces rebelles et turques et lancent une contre-attaque pendant la nuit,. L'armée syrienne subit quant à elles ses premières pertes : un soldat est tué le 14 octobre près de Manbij et deux autres sont fauchés le 15 près d'Aïn Issa par des obus de mortier tirés par les rebelles,.
Le 16 octobre, l'armée syrienne et l'armée russe entrent dans la ville de Kobané,,. Après avoir bloqué ce déploiement pendant trois jours et démantelé leurs bases, les Américains se retirent de la ville,. Ils ne parviennent cependant pas à évacuer tout leur matériel et après leur départ deux chasseurs F-15 doivent bombarder un dépôt de leur ancien quartier-général de la cimenterie Lafarge, au sud de Kobané, pour éviter que des munitions abandonnées ne soient récupérées par d'autres forces combattantes,. Les Américains évacuent également Raqqa le même jour. L'armée syrienne et les Forces démocratiques syriennes affrontent ensemble des rebelles de l'Armée nationale syrienne au nord-est d'Aïn Issa, près de l'autoroute M-4. Il n'y a cependant pas de confrontation directe entre l'armée turque et l'armée syrienne,.
Le 17 octobre, les rebelles et les Turcs progressent à Ras al-Aïn et contrôlent près de la moitié de la ville selon l'OSDH. Encerclés, les Kurdes demandent un couloir humanitaire pour évacuer les civils et les blessés. L'hôpital de la ville est endommagé par des bombardements. Les autorités kurdes accusent également la Turquie d'utiliser à Ras al-Aïn des armes non conventionnelles, telles que le phosphore blanc et le napalm, ce qu'Ankara dément,,.

### Cessez-le-feu

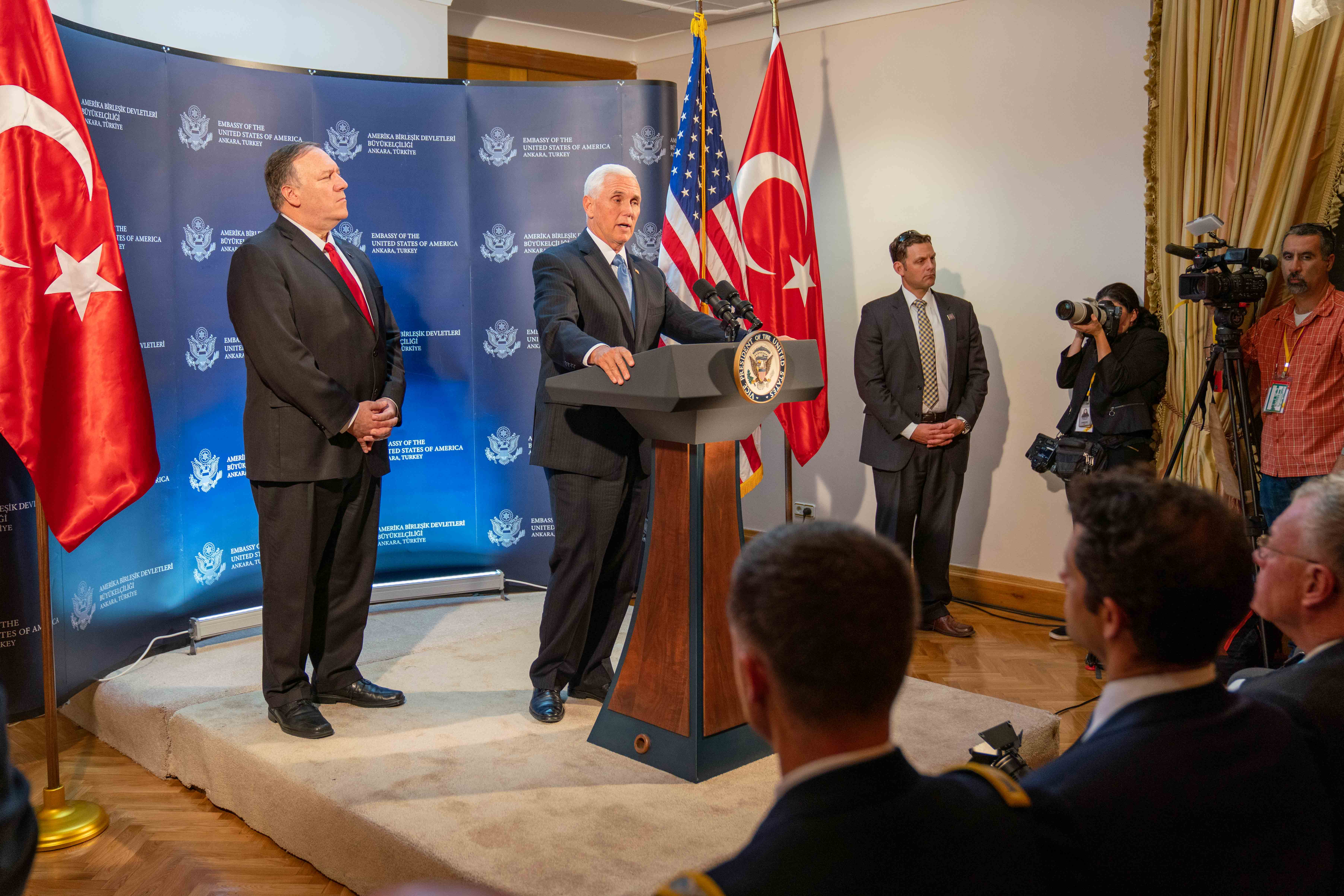
Mike Pence et Mike Pompeo à Ankara, le 17 octobre 2019.

Le 14 octobre, Donald Trump s'entretient à nouveau par téléphone avec Recep Tayyip Erdoğan pour lui demander de « mettre fin à l’invasion » en Syrie et de décréter un « cessez-le-feu immédiat ». Il signe ensuite un décret imposant des sanctions contre trois ministres turcs : Fatih Donmez, ministre de l'Énergie, Hulusi Akar, ministre de la Défense et Süleyman Soylu, ministre de l'Intérieur,,. Leurs éventuels avoirs aux États-Unis sont gelés, leurs transactions internationales en dollars, bloquées, et leur entrée sur le territoire américain, interdite. Le président américain annonce également la suspension des négociations commerciales avec la Turquie et le relèvement des droits de douane américains sur l'acier turc, à 50 %,. Erdoğan déclare cependant ne pas être préoccupé par les sanctions et affirme qu'il ne « déclarera jamais de cessez-le-feu » tant que les objectifs de l'opération ne sont pas atteints,. Il exclut de « s'asseoir à la table des terroristes » et exige, pour que l'offensive prenne fin, que les combattants des FDS déposent les armes, détruisent leurs fortifications et se retirent de la « zone de sécurité »,,.
Le 17 octobre, une délégation américaine menée par le vice-président Mike Pence et le secrétaire d'État Mike Pompeo rencontre le président turc Erdoğan à Ankara,. À l'issue de quatre heures de discussions, la Turquie accepte de suspendre son offensive pour une durée de 120 heures,. Selon les termes de l'accord, les combattants kurdes des YPG doivent se retirer à 32 kilomètres de la frontière dans les régions de Tall Abyad et Ras al-Aïn pour que la Turquie établisse sa zone de sécurité,. Ankara s'engage également à ne pas attaquer la ville de Kobané,.
Mazloum Abdi, le commandant en chef des Forces démocratiques syriennes, déclare être prêt à respecter le cessez-le-feu. Mevlüt Çavuşoğlu, le ministre turc des Affaires étrangères, refuse cependant de parler de cessez-le-feu : « Nous suspendons l'opération, nous ne l'arrêtons pas. Nous pourrons arrêter l'opération seulement lorsque (les forces kurdes) se seront retirées complètement de la région »,,. L'accord est salué par Donald Trump qui parle d'un « grand jour » et qui félicite les Kurdes et Erdoğan,. Les États-Unis menacent d'un côté d'instaurer d'autres sanctions contre la Turquie si elle n'applique pas le cessez-le-feu, mais elles promettent de l'autre de lever les sanctions déjà imposées si le cessez-le-feu est respecté,. La trêve entre en vigueur dans la soirée, à 22 heures.
Le même jour, le président syrien Bachar el-Assad s'exprime pour la première fois depuis le début de l'offensive turque : il dénonce « l'agression » de la Turquie et assure que la Syrie « y répondra et y fera face, sous toutes ses formes, dans n'importe quelle région du territoire syrien et par tous les moyens légitimes disponibles »,. Le ministre syrien des Affaires étrangères Walid al-Mouallem déclare quant à lui que : « Le gouvernement syrien réaffirme son rejet total et sa condamnation ferme de l'agression flagrante de la Turquie ».
Le 19 octobre, les Turcs et les Kurdes s'accusent mutuellement de violer le cessez-le-feu. Pour Washington, les accrochages sont mineurs et la trêve tient,. Le 20 octobre, les Forces démocratiques syriennes évacuent la ville de Ras al-Aïn et se retirent sur Tall Tamer,,. Un soldat turc est cependant tué et un autre blessé dans une attaque près de Tall Abyad. Le même jour, les Américains quittent la base de Sarrine,. L'armée américaine n'a alors plus aucune présence dans le gouvernorat d'Alep et le gouvernorat de Raqqa, elle ne conserve encore que quelques positions dans le gouvernorat de Deir ez-Zor et le gouvernorat de Hassaké. Le 21 octobre, plusieurs dizaines de véhicules américains quittent la Syrie par le poste-frontière de Fichkhabour, près de Zakho, et regagnent l'Irak. Le 21 octobre, le président Trump annonce qu'il a décidé de maintenir un petit nombre de soldats dans les régions pétrolières de Deir ez-Zor,,,.
La trêve expire le 22 octobre, à 22 heures,. Mais ce jour-là, Recep Tayyip Erdoğan et Vladimir Poutine se retrouvent à Sotchi et concluent, après six heures de négociations, un accord, que le président turc qualifie d'« historique »,,,. Celui-ci accorde à la Turquie le contrôle de la bande de territoire longue de 120 kilomètres allant de Tall Abyad à Ras al-Aïn,,. De plus à compter du 23 octobre, à 12 heures, 150 heures sont laissées aux combattants kurdes des YPG pour se retirer avec leurs armes à 30 kilomètres au-delà de la frontière turque,,. Ils doivent également détruire leurs fortifications et se retirer de Tall Rifaat et de Manbij,,. La seule ville à la frontière où les FDS sont autorisés à se maintenir est Qamichli. Au terme des 150 heures, des patrouilles turques et russes doivent débuter à 10 kilomètres à l'ouest et à l'est de la zone de l'opération Source de Paix,,. L'accord évoque également dans des termes vagues l'installation de réfugiés « sur la base du volontariat ». Les Forces démocratiques syriennes annoncent pour leur part s'être entièrement retirées de la zone entre Tall Abyad à Ras al-Aïn,,. Le retrait kurde étant confirmé par les États-Unis, le ministère turc de la Défense annonce que la Turquie n'a « pas besoin » de reprendre son offensive : « A ce stade, il n'existe pas de besoin de mener une nouvelle opération »,. Donald Trump annonce la levée des sanctions contre la Turquie. Mazloum Abdi, le chef des FDS, remercie quant à lui dans un communiqué la Russie et Vladimir Poutine pour « leur ardeur à désamorcer la guerre dans notre région et épargner aux civils ce fléau ». De son côté, l'Allemagne propose la mise en place d'une zone sécurisée internationale sous mandat des Nations unies dans le nord-est de la Syrie. Le plan allemand reçoit le soutien des Forces démocratiques syriennes.
Le 23 octobre, la police militaire russe et les gardes-frontières syriens commencent à patrouiller près de la frontière pour « faciliter le retrait » des combattants des YPG,,. De leur côté, les FDS commencent le retrait de leurs troupes. Le 25 octobre, 2 000 soldats de l'armée syrienne sont déployés à Hassaké et ses environs. Le même jour, 180 véhicules du régime arrivent en renfort à Kobané. Moscou annonce également le déploiement de 300 soldats venus de Tchétchénie.

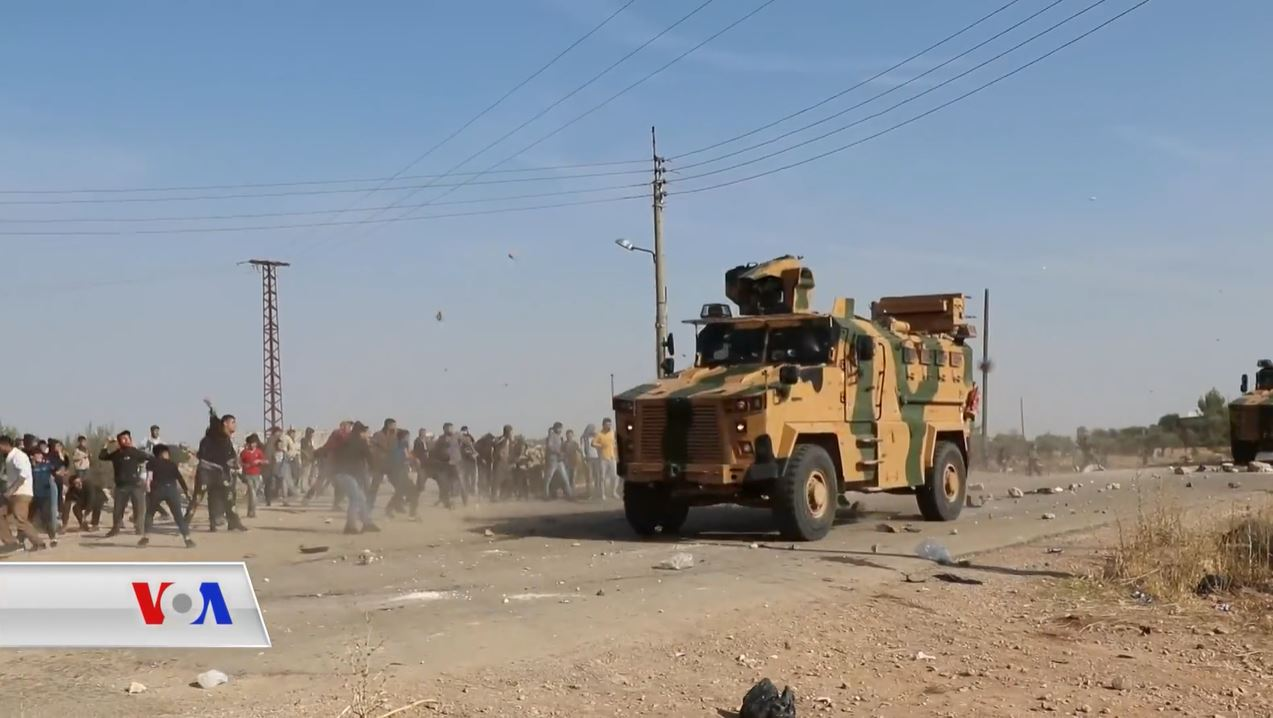
Véhicules de l'armée turque en patrouille caillassés par des habitants de Kobané, le 5 novembre 2019.

Malgré la trêve, des combats sporadiques sont encore observés. Le 24 octobre, les FDS accusent les Turcs et les rebelles de continuer à bombarder des villages, tandis qu'Ankara annonce que cinq de ses soldats ont été blessés dans une attaque à Ras al-Aïn. Le 26 octobre, de nouveaux combats éclatent entre Tall Tamer et Ras al-Aïn, faisant au moins 15 morts selon l'OSDH, dont neuf chez l'ANS et six pour les FDS. Le 27 octobre, un soldat turc est tué et cinq autres sont blessés dans une attaque des Kurdes à Ras al-Aïn, selon l'armée turque. Le 29 octobre, des combats opposent pour la première fois l'armée turque et l'armée syrienne : les affrontements, qui ont lieu près du village d'Al-Assadiya, au sud-est de Ras al-Aïn, font six morts chez les loyalistes syriens selon l'OSDH, dont cinq par des tirs d'artillerie turcs et un sixième exécuté par les rebelles,,. L'armée turque et les rebelles de la Division Sultan Mourad font également 18 prisonniers, dont deux blessés,,,. Ces derniers sont libérés le 31 octobre.
Le 29 octobre, la Russie annonce que les Forces démocratiques syriennes ont achevé le retrait de leurs troupes de la frontière. Le lendemain, le régime syrien appelle les Forces démocratiques syriennes à rejoindre les rangs de l'armée syrienne et Assayech, ceux de la police syrienne. Mais les FDS répondent dans un communiqué qu'elles ne pourront rejoindre l'armée avant « un accord politique qui reconnaîtrait et préserverait le statut et la structure spécifique » de leurs forces. Le 31 octobre, des forces américaines patrouillent à nouveau près de la frontière, à Al-Qahtaniyah, à l'est de Qamichli, avec des combattants des FDS.
Le 1er novembre, les premières patrouilles conjointes turques et russes débutent dans le nord de la Syrie. Elles ont lieu dans la région de Derbassiyé (en), entre Ras al-Aïn et Qamichli. Le lendemain, des blindés américains se rendent dans plusieurs bases des FDS autour de Qamichli.
Le 5 novembre, une deuxième patrouille russo-turque débute, cette fois à Kobané. Une troisième patrouille a lieu le 8 novembre dans la zone de Maabda. À plusieurs reprises, les véhicules des convois russo-turcs sont caillassés par des habitants kurdes.

### Poursuite des violences

Situation dans le nord-est de la Syrie au terme de l'offensive :
Territoire contrôlé par la Turquie et l'Armée nationale syrienne
Territoire contrôlé par les Forces démocratiques syriennes
Territoire contrôlé par le gouvernement syrien et ses alliés
Territoire contrôlé conjointement par le gouvernement syrien et les Forces démocratiques syriennes

Malgré les accords de cessez-le-feu, des combats sporadiques continuent d'éclater entre l'Armée nationale syrienne et les Forces démocratiques syriennes. Le 7 novembre, Ankara accuse les FDS d'avoir tué onze hommes de l'ANS dans une attaque près d'Aïn Issa.
Plusieurs attentats se succèdent également. Le 2 novembre, une voiture piégée explose à Tall Abyad. Le bilan est d'au moins 13 civils tués selon la Turquie qui attribue l'attaque aux YPG. Les FDS accusent quant à eux la Turquie et ses alliés syriens de tuer ces civils pour les forcer à fuir et installer à leur place des réfugiés syriens. L'OSDH donne pour sa part un bilan d'au moins 14 morts, tant civils que rebelles. Le 10 novembre, un véhicule piégé explose dans le village de Soulouk, tenu par l'ANS : la Turquie accuse à nouveau les YPG et donne un bilan de 8 civils tués et 20 blessés, tandis que l'OSDH donne un bilan d'au moins 5 morts et 13 blessés, sans préciser si les victimes sont des civils ou des combattants. Le 11 novembre, deux voitures et une moto piégées explosent à Qamichli, causant la mort de six civils et faisant 22 blessés selon l'OSDH. Le 16 novembre, au moins 19 personnes, dont 13 civils et 6 rebelles de l'ANS, sont tuées et 33 autres blessées par l'explosion d'une voiture piégée à al-Bab et les YPG sont de nouveau accusés par la Turquie. Le 23 novembre, l'explosion d'une nouvelle voiture piégée à Tall Abyad fait encore 10 morts et 25 blessés, dont des rebelles et des civils,,. Le 26 novembre, un autre attentat à la voiture piégée à Tal Halaf, une localité sous contrôle turco-rebelle à l'ouest de Ras al-Aïn, fait 17 morts selon la Turquie et au moins 11 morts dont trois civils selon l'OSDH. Le 23 décembre, 5 à 8 personnes sont encore tuées par l'explosion d'un voiture piégée à Soulouk. Le 8 janvier 2020, quatre militaires turcs sont tués par l'explosion d'une voiture piégée dans la zone de sécurité.
Mi-novembre, la Russie déploie des hélicoptères et des missiles sol-air dans la base militaire de Qamichli. Les Russes prennent également possession des bases auparavant occupées par les Américains à Sarrine et Sabit, près de Kobané,.
Le 13 novembre, Donald Trump reçoit Recep Tayyip Erdoğan à Washington pour évoquer la Syrie, le sort des prisonniers djihadistes, de l'OTAN et de l'achat d'armes antiaériennes russes par la Turquie,,. Le président américain se montre accommodant, minore les dissensions entre les deux pays et se déclare « grand fan du président » turc,. Mais le 18 novembre, le ministre turc des Affaires étrangères Mevlüt Çavuşoğlu affirme que les Américains et les Russes n'ont pas rempli leurs engagements en Syrie et brandit la menace d'une nouvelle offensive.
Le 23 novembre, les rebelles de l'Armée nationale syrienne lancent une importante attaque contre les positions des Forces démocratiques syriennes à un kilomètre de la ville d'Aïn Issa,. Le 28 novembre, deux soldats turcs sont tués par des tirs de mortier contre un poste frontalier près d'Akçakale.
Le 1er décembre, les FDS annoncent la conclusion d'un accord pour le déploiement de forces russes à Amouda, Tall Tamer et Aïn Issa. Le 9 décembre, des soldats russes se déploient à Raqqa. Le 26 décembre, la police militaire russe s'établit dans la base de Tal Samime, près de Raqqa, auparavant tenue par les Américains.
Le 2 décembre, au moins 11 civils, dont huit enfants, sont tués par des tirs d'artillerie turcs sur Tall Rifaat. Le même jour, trois soldats russes en patrouille avec les forces turques sont blessés par un engin explosif près de Goran, dans la région de Kobané. Un soldat turc est également tué par un tir de mortier selon le ministère turc de la Défense, qui ne précise par le lieu de l'attaque.

## Pertes

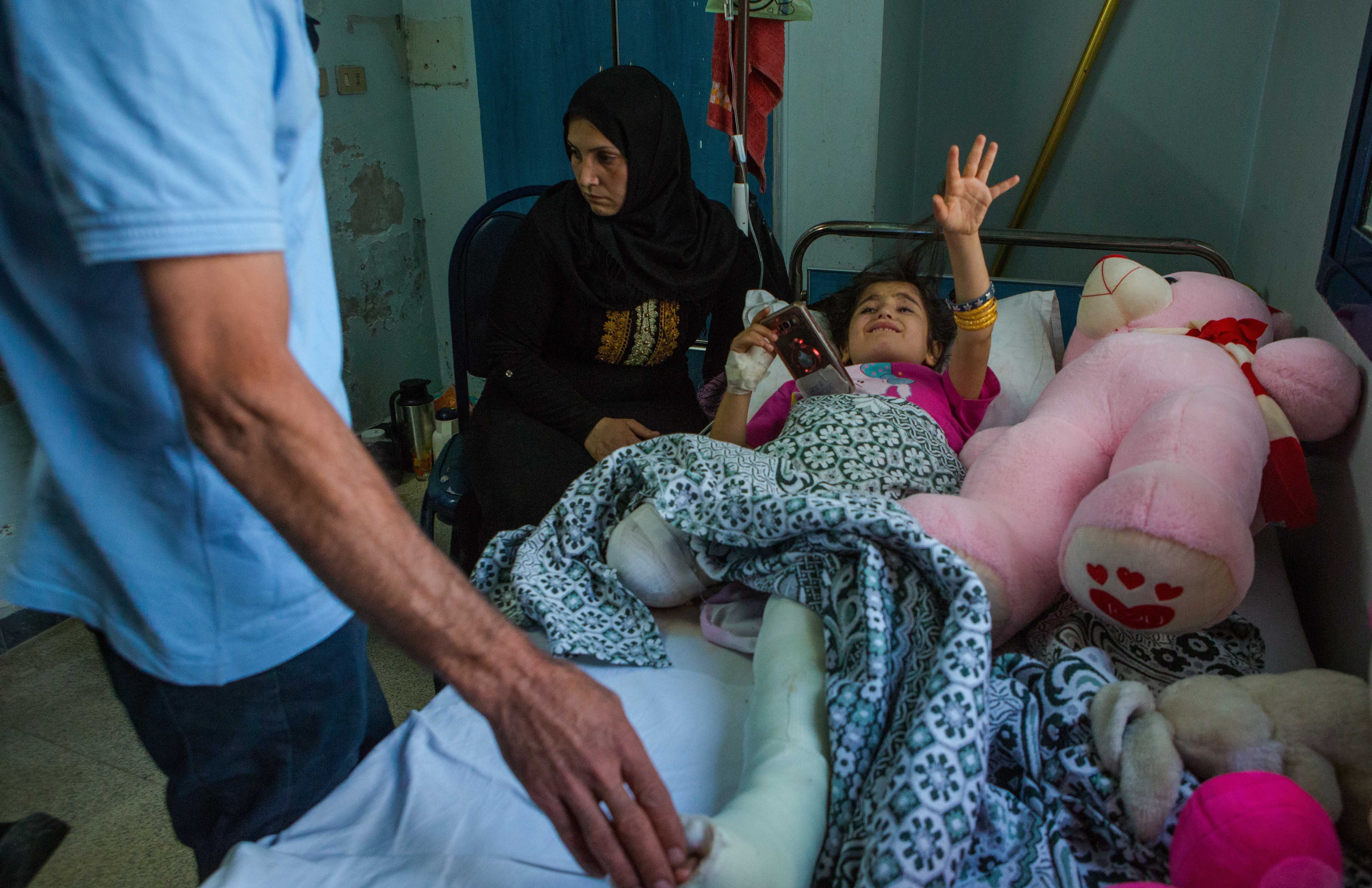
Petite fille syrienne amputée d'une jambe après un bombardement turc, soignée dans l'hôpital de Qamichli.

L'Observatoire syrien des droits de l'homme (OSDH) donne plusieurs bilans :
- À la date du 22 octobre : au moins 10 morts pour l'armée turque, au moins 196 morts pour l'Armée nationale syrienne, au moins 275 morts pour les Forces démocratiques syriennes, au moins cinq morts pour l'armée et des milices du régime syrien[451] et au moins 120 morts en Syrie du côté des civils[451].
- À la date du 30 octobre : au moins 10 morts pour l'armée turque, au moins 216 morts pour l'Armée nationale syrienne, au moins 283 morts pour les Forces démocratiques syriennes, au moins 24 morts pour l'armée et des milices du régime syrien et au moins 130 morts en Syrie du côté des civils[7],[12].
- À la date du 24 novembre : au moins 11 morts pour l'armée turque, au moins 355 morts pour l'Armée nationale syrienne, au moins 455 morts pour les Forces démocratiques syriennes et au moins 29 morts pour l'armée et des milices du régime syrien[452].

Le gouvernement turc annonce déplorer quatre morts dans les rangs de son armée les 10 et 11 octobre, deux le 15 octobre, un le 20 octobre et un autre le 27 octobre. Le 1er novembre, l'armée turque annonce que ses pertes sont de 10 morts et 144 blessés et que celles de l'Armée nationale syrienne sont de 133 morts et 495 blessés. Au 18 octobre, Ankara fait également état de la mort de 20 civils tués et 170 blessés dans les villes frontalières, causés par des tirs des FDS,.
L'administration kurde affirme pour sa part le 17 octobre que 218 civils, dont 18 enfants, ont été tués depuis le début de l'offensive,.
Le 31 octobre, Ilham Ehmed, président du Conseil démocratique syriennes, annonce que les pertes des Forces démocratiques syriennes sont de 412 morts, 419 blessés et 73 faits prisonniers,. Du côté des civils, il affirme que 400 000 ont été déplacés, 509 tués et 2 733 blessés. Début janvier 2020, les FDS annoncent qu'au total, pour l'ensemble de l'année 2019, leurs pertes ont été de 508 morts, 1 547 blessés et 73 prisonniers dans les combats contre l'armée turque et les rebelles. Elles revendiquent pour cette même période la mort de 1 534 militaires turcs et « mercenaires » syriens et la destruction de 7 chars, 28 véhicules blindés de transport de troupes et 42 véhicules militaires. Elles indiquent aussi que 522 civils ont été tués et 2 757 blessés par les tirs et les bombardements.
Agence Anadolu, l'agence de presse du gouvernement turc, avance pour sa part les bilans suivants « selon les informations recueillies auprès des commandants de l'ANS sur le terrain », à propos des pertes des forces de l'Armée nationale syrienne (ANS) :
- À la date du 2 novembre : 137 morts et 508 blessés[8].
- À la date du 5 décembre : 251 morts et 760 blessés[456]

## Déplacés
Le soir du 14 octobre, 160 000 civils ont été déplacés par les combats selon le Bureau de la coordination des affaires humanitaires des Nations unies.
Au 16 octobre, l'Observatoire syrien des droits de l'homme (OSDH) fait pour sa part état de 300 000 déplacés.
À la date du 22 octobre, au moins 7 100 déplacés ont trouvé refuge en Irak selon le Haut Commissariat des Nations unies pour les réfugiés,,.
Pendant l'offensive, les ONG internationales retirent leurs personnels du nord-est de la Syrie à cause du conflit et de la crainte d'un retour de l'armée syrienne.

## Crimes de guerre
Le 15 octobre 2019, trois jours après l'exécution de neuf civils kurdes par les rebelles, Rupert Colville, le porte-parole du Haut-Commissariat des Nations unies aux droits de l'homme déclare que : « Les civils, tout comme les combattants qui ont été désarmés et capturés, doivent être protégés. La Turquie pourrait être considérée responsable des exactions commises par les groupes armés qui lui sont liés. Nous appelons la Turquie à lancer immédiatement une enquête indépendante et impartiale et à arrêter les auteurs de ces crimes. Certains peuvent d'ailleurs être facilement identifiés puisqu'ils ont eux-mêmes partagé la vidéo sur les réseaux sociaux ».
Le 18 octobre, Amnesty International accuse la Turquie et les rebelles syriens de crimes de guerre,. L'ONG indique que l'armée turque a mené des bombardements « sans discernement » contre des zones civiles et que des exécutions sommaires ont été commises par la faction rebelle Ahrar al-Charkiya de l'Armée nationale syrienne,.
Le 2 mars 2020, la Commission d’enquête internationale de l'ONU sur la Syrie déclare que la Turquie pourrait être pénalement tenue pour responsable des violations commises par les rebelles de l'Armée nationale syrienne « S’il s'avérait que des membres de groupes armés agissaient sous le commandement et le contrôle effectifs des forces turques, ces violations pourraient entraîner la responsabilité pénale de ces commandants qui étaient au courant ou auraient dû être au courant pour ces crimes, ou n’ont pas pris toutes les mesures nécessaires pour les empêcher ».
Le 15 septembre 2020, un rapport des enquêteurs de la Commission indépendante internationale sur la Syrie dans le cadre de l'ONU dénonce les exactions commises à Afrine et Ras al-Aïn contre les populations kurdes par les forces rebelles de l'Armée nationale syrienne soutenues par la Turquie : tortures, viols, assassinats, pillages, rackets, déplacements forcés, appropriations forcées de propriétés civiles, détentions arbitraires et enlèvements.

## Conséquences
La Turquie, la Russie et le régime syrien sortent renforcés de l'opération militaire turque,,. Selon l'universitaire Fabrice Balanche : « Erdogan n’obtient pas tout ce qu’il voulait, mais c’est une victoire facile et à moindres frais ». Côté russe, selon le sociologue Adel Bakawan : « On assiste sans conteste au « moment Poutine » au Proche-Orient. Avec ce dernier dossier, le Russe a montré qu’il est l’acteur qui détermine les orientations et les rapports de force ». Toujours selon Adel Bakawan, l'intervention turque permet également au régime de Damas « sans coup de feu, ni martyr, de se réinstaller sur 35 % de son territoire, dont il avait perdu le contrôle ». L'opération est une lourde défaite pour les Forces démocratiques syriennes d'après Fabrice Balanche : « Attaqués par la Turquie, dont l’armée est la deuxième en effectifs de l’OTAN, ne pouvant plus s’appuyer sur leurs alliés américains, les Kurdes se sont retrouvés dans l’incapacité de résister seuls ». Les Kurdes perdent ainsi leurs espoirs d'autonomie,,. Quant aux États-Unis, pour Adel Bakawan ils ont « perdu la bataille de l’image » et leur « crédibilité diplomatique ».
Le New York Times décrit le sentiment de trahison des Kurdes, jusqu'ici alliés des Américains, obligés de fuir sous l'attaque de la Turquie et leur indignation face aux personnes qui s'installent: les soldats turcs épaulés par des combattants syriens « que les États-Unis avaient longtemps rejeté comme extrémistes, criminels et voyous. ». Le retournement américain intervient après que les États-Unis ont demandé pendant l'été aux Kurdes de démanteler leurs défenses et déterrer des caches de munitions mises en place pour parer à une éventuelle attaque turque. Après le début de l'opération turque, Mazloum Abdi, qui avait assuré les commandants kurdes qu'ils pouvaient faire confiance aux États-Unis pour garantir leur sécurité, accuse ceux-ci de les avoir piégés. De plus, la Turquie a concentré son incursion sur les zones qu’elle avait visitées avec les troupes américaines, soulevant des suspicions selon lesquelles elle aurait mis à profit ces patrouilles pour planifier son attaque.
Autre conséquence du retournement américain: alors que la bataille s'intensifiait, les Forces démocratiques syriennes ont dû trouver de nouveaux alliés en se tournant vers le gouvernement de Damas en situation de faiblesse, permettant au gouvernement syrien et à ses soutiens russes de progresser.
Le retrait américain de Syrie ne s'avère finalement que très limité,. Les effectifs restent stables, avec entre 500 et un millier d'hommes en Syrie début novembre,,. Les États-Unis maintiennent des forces dans l'est de la Syrie pour empêcher la reprise des champs pétroliers par le régime ou l'État islamique,. Le 21 octobre, Donald Trump déclare : « J'ai toujours dit « si on y va, gardons le pétrole », ajoutant que les États-Unis pourraient « peut-être envoyer l’une de nos grandes compagnies pétrolières pour le faire correctement ». Le 7 novembre, un porte-parole du Pentagone, Jonathan Hoffman déclare que « les Etats-Unis ne tirent aucun bénéfice de tout ceci. Les bénéfices reviennent aux FDS ». Il précise que l'objectif est « d'accorder aux Kurdes de la région, les forces FDS, une source de revenus et la possibilité de monter en puissance dans leur campagne militaire contre l'EI » et qu'« il s'agit donc d'empêcher l'EI d'y avoir accès et aussi de permettre aux Kurdes et aux FDS de contrôler » le pétrole. Selon L'Orient-Le Jour : « Pour convaincre le président Donald Trump de rester en Syrie, ses conseillers ont dû utiliser le seul argument susceptible de retenir son attention : la nécessité de sécuriser les puits de pétrole. De quoi donner du grain à moudre aux théories complotistes qui voient derrière le conflit syrien une lutte pour le contrôle des ressources en hydrocarbures. Les plus grands gisements de pétrole se trouvent dans l’Est syrien, entre la province de Deir ez-Zor et celle de Hassaké. La Syrie produisait jusqu’à 400 000 barils de pétrole par jour avant le conflit qui a débuté en 2011. Elle produit aujourd’hui entre 70 000 et 80 000 barils par jour, selon les estimations de The Syria Report, un site spécialisé dans l’économie syrienne. Si ces ressources sont non négligeables pour le régime syrien dont l’économie est aujourd’hui aux abois, elles ne représentent même pas une goutte d’eau pour les États-Unis qui produisent en 2019 plus de 12 millions de barils par jour ».
À l'été 2020, un bras de fer oppose les Turcs et les Kurdes à propos de l'accès à l'électricité et à l'eau. Entre l'automne 2019 et l'été 2020, la Turquie, qui contrôle la station de pompage d'Allouk, fait couper à huit reprises les vannes qui alimentent en eau Hassaké et sa région, sous contrôle des Forces démocratiques syriennes. Selon l'administration kurde, il s'agit alors d'un moyen de pression afin d'obtenir davantage d'électricité dans la région contrôlée par l'Armée nationale syrienne et l'armée turque. En août, les robinets restent à sec pendant au moins 21 jours et la pénurie est particulièrement difficile pour la population. Le 13 août, les Kurdes répliquent en coupant l'électricité à Ras al-Aïn. Les deux camps négocient alors par le biais de la Russie un retour à la normale à partir du 31 août,.

### Analyses
- Ugur Baran KAYA, « Alliés, stratégies et objectifs de la Turquie dans le conflit syrien »[477], ORIENTS STRATÉGIQUES, no. 9, 2019, pp. 105-120.
- Matthieu Rey, A l’est de l’Euphrate, une terre kurde labourée par les ambitions régionales, Libération, 9 octobre 2019.
- Nelly Didelot, Syrie : «Une offensive bien planifiée, pensée depuis longtemps», Libération, 13 octobre 2019.
- Anthony Samrani, Poutine et Assad prêts à récupérer leur mise, OLJ, 14 octobre 2019.
- Hala Kodmani, Turquie : «On paye le prix de mauvais choix faits au départ», Libération, 15 octobre 2019.
- Veronika Dorman et Hala Kodmani, A la roulette syrienne, c’est les Russes qui gagnent, Libération, 17 octobre 2019.
- Soulayma Mardam Bey, Il était une fois le Rojava..., OLJ, 4 novembre 2019.

### Reportages
- Allan Kaval, Syrie : à Tel Tamer, la peur de ceux qui vont au front ou qui le fuient, Le Monde, 11 octobre 2019.
- Allan Kaval, « Erdogan ! Qu’est-ce qu’ils t’ont fait ces enfants ? » : à Kamechliyé, les Kurdes syriens dans l’angoisse, Le Monde, 11 octobre 2019.
- Pierre Alonso, Ces combattants francophones revenus de Syrie et solidaires des Kurdes, Libération, 11 octobre 2019.
- Wilson Fache, Kurdes : «Nous avons bien plus peur des Turcs que de Daech», Libération, 14 octobre 2019.
- Benjamin Barthe, A Suruç, les Kurdes de Turquie partagent les espoirs déçus de leurs frères syriens, Le Monde, 15 octobre 2019.
- Wilson Fache, Les Kurdes pleurent la fin du Rojava, OLJ, 15 octobre 2019.
- Jérémie Berlioux, Turquie : retour de flammes sur Akçakale, Libération, 15 octobre 2019.
- Caroline Hayek, À Qamichli, les chrétiens divisés, sauf face aux Turcs, OLJ, 15 octobre 2019.
- Caroline Hayek et Soulayma Mardam Bey, Entre les Kurdes et les rebelles, un rendez-vous manqué, OLJ, 16 octobre 2019.
- Wilson Fache, Kurdes : «Nous ne retournerons jamais en Syrie», Libération, 17 octobre 2019.
- Jérémie Berlioux, Kurdes : «La guerre nous est tombée dessus», Libération, 20 octobre 2019.
- Wilson Fache, « Ce chaos est une opportunité en or pour l’EI », OLJ, 23 octobre 2019.
- Wilson Fache, « Plutôt mourir que de tomber aux mains de Bachar », OLJ, 24 octobre 2019.
- Allan Kaval, Sur les ruines des rêves kurdes, Le Monde, 26 octobre 2019.

### Reportages photographiques
- Emin Ozmen, A la frontière turco-syrienne, sous le feu des obus, Libération, 22 octobre 2019.